# Kakiemon
Sakaida Kakiemon (Japans: 酒井田 柿 右衛門) is de erenaam die Sakaida Kizaemon kreeg in het midden van de 17e eeuw van de landheer van de Nabeshima-clan in Arita. De naam Kakiemon heeft ook bekendheid verworven als de pottenbakkers welke betrokken waren als hoofd van de Kakiemon-pottenbakkerij en het Kakiemon-atelier, met name; Kakiemon I, Kakiemon II, Kakiemon III, enz. Verder verwijst Kakiemon tevens naar een stijl van decoratie (vooral op porselein) die deze familie uniek maakt, deze stijl is bekend als de Kakiemon-stijl. Het porselein wat deze familie maakt wordt Kakiemon-porselein genoemd.

## Kakiemon in de 17e eeuw
In Japan werd in het begin van de 17e eeuw (1616) het porselein ontdekt, dit was met de hulp van de Koreaanse pottenbakker Yi Sam-Pyeong (Japanse naam: Ri Sanpei). De kunst van het porseleinbakken werd opgepikt door de pottenbakkerij van Sakaida Yajiro (Ensai/Ensei) (1573-1651), geboren in de stad Yame, van de prefectuur Fukuoka en zijn zoon Sakaida Kizaemon (酒井田 喜左衛門, 1596-1666), in 1624 begonnen zij samen ook met porselein te werken. De Kakiemon-pottenbakkerij verhuisde in 1635 van Hizen-Shiroishi naar Arita. Volgens de overlevering ontdekte Kizaemon, in het midden van de 17e eeuw (1643) een manier om over het glazuur heen een kleur aan te brengen op het porselein (Japans: akae), hij werd hierin geholpen door een Chinese pottenbakker. De kleuren die veruit het meest door Kakiemon gebruikt worden zijn rood, blauw en groen. Verder wordt er ook gebruik gemaakt van geel, zwart, goudkleur (sinds 1658) en ook nog van gemengde kleuren zoals onder andere turquoise, maar dat dan in veel mindere mate. Door zijn schildering van kaki’s op een gift aan de landheer kreeg hij zijn erenaam “Kaki”emon en werd zo Kakiemon I. Ook de twee zonen van Kakiemon I werkten mee in de pottenbakkerij en in het atelier en worden gezien als Kakiemon II en Kakiemon III. De Kakiemon-pottenbakkerij en het -atelier zijn gesitueerd in Arita (Nangawara-yama) en dit familiebedrijf groeide uit tot een van de belangrijkste pottenbakkerijen in Japan.  

### Karakteristieke ontwikkelingen
In de 1670's, de tijd dat ook de oudste kleinzoon (Kakiemon IV) meewerkt in het familiebedrijf, werd er een manier ontwikkeld om het witte gedeelte van het product een warme (melk)witte uitstraling te geven. Deze techniek staat bekend als nigoshide (dialect: nigoshi=rijstwater) en ontstaat door het maken van een zijdeachtige, (warm) melkwitte body met de juiste soorten klei en behandeltechnieken, het glazuur is zeer zuiver en doorschijnend als rijstwater. Ook werd in die tijd door de Kakiemon-familie een typische en karakteristieke, asymmetrische manier van schilderen toegepast en deze werd in de 1670's tot in de perfectie ontwikkeld. Een bruine rand (Japans: fuchiabi) wordt veelvuldig toegepast op het Kakiemon-porselein. Deze techniek wordt bij Kakiemon-producten tegelijk met het glazuur aangebracht en niet zoals bij andere pottenbakkerijen achteraf. Door de karakteristieke ontwikkelingen krijgt het Kakiemon-porselein een unieke en zeer gewaardeerde uitstraling waardoor het verandert in het wereldberoemde en alom geliefde Kakiemon-porselein. De nigoshide-producten werden vervaardigd in kleine oplages en zelden werden patronen hergebruikt. Kakiemon kende een gouden tijd van 1670–1690, hierin werd het mooiste Kakiemon-porselein gemaakt.

## Eind 17e tot begin 20e eeuw
Na de dood van Kakiemon V in 1691 was zijn zoon en opvolger Kakiemon VI nog maar in zijn eerste levensjaar. Hierdoor kreeg de jongere broer van Kakiemon V de leiding over de pottenbakkerij en het atelier, hij werd het hoofd van het familiebedrijf maar werkte wel in naam van Kakiemon VI. De naam van deze jongere broer was Shibuemon en hij onderhield nauwe contacten met de landheer. Door zijn inzet veranderde de uitstraling van de traditionele Kakiemon-producten, welke meer gingen lijken op het Nabeshima-porselein en het meer symmetrische Arita/Imari-porselein. Als in 1710 een slechte tijd aanbreekt voor de Japanse economie, loopt ook de productie in de Kakiemon-pottenbakkerij terug en komt in 1723 tot een dieptepunt. Weinig producten komen er uit de pottenbakkerij van Kakiemon. Enkele Europese manufacturen, met als belangrijkste de manufactuur Meissen porselein, gaan producten in de  Kakiemon-stijl maken, dit in navolging van andere, Japanse en Chinese, pottenbakkers. Weinig is er bekend over het verdere verloop van de Kakiemon-pottenbakkerij en -atelier, wel is nog bekend dat de nigoshide-techniek verloren is gegaan in het midden van de 18e eeuw. Hierna is er nog wel enige activiteit in de Kakiemon-pottenbakkerij maar de producten hebben niet meer de uitstraling van de gouden tijd omdat de producten zijn gemaakt zonder de asymmetrische decoratie en ook zonder nigoshide-techniek. Als in 1828 bijna de hele pottenbakkerij wordt verwoest door een grote brand, die woedt in heel Arita, ligt de porseleinproductie voor enkele decennia stil. Op het einde van de 19e eeuw (1871) is er in Japan een centrale regering aangesteld en krijgt het bedrijfsleven meer zeggenschap, zo ook de Kakiemon-pottenbakkerij en het -atelier. Hierdoor kunnen er wat meer activiteiten worden ontplooid en komen er meer producten uit de Kakiemon-pottenbakkerij en het -atelier vanaf het einde van de 19e eeuw en het begin van de 20e eeuw.  

## Wederopstanding halverwege de 20e eeuw

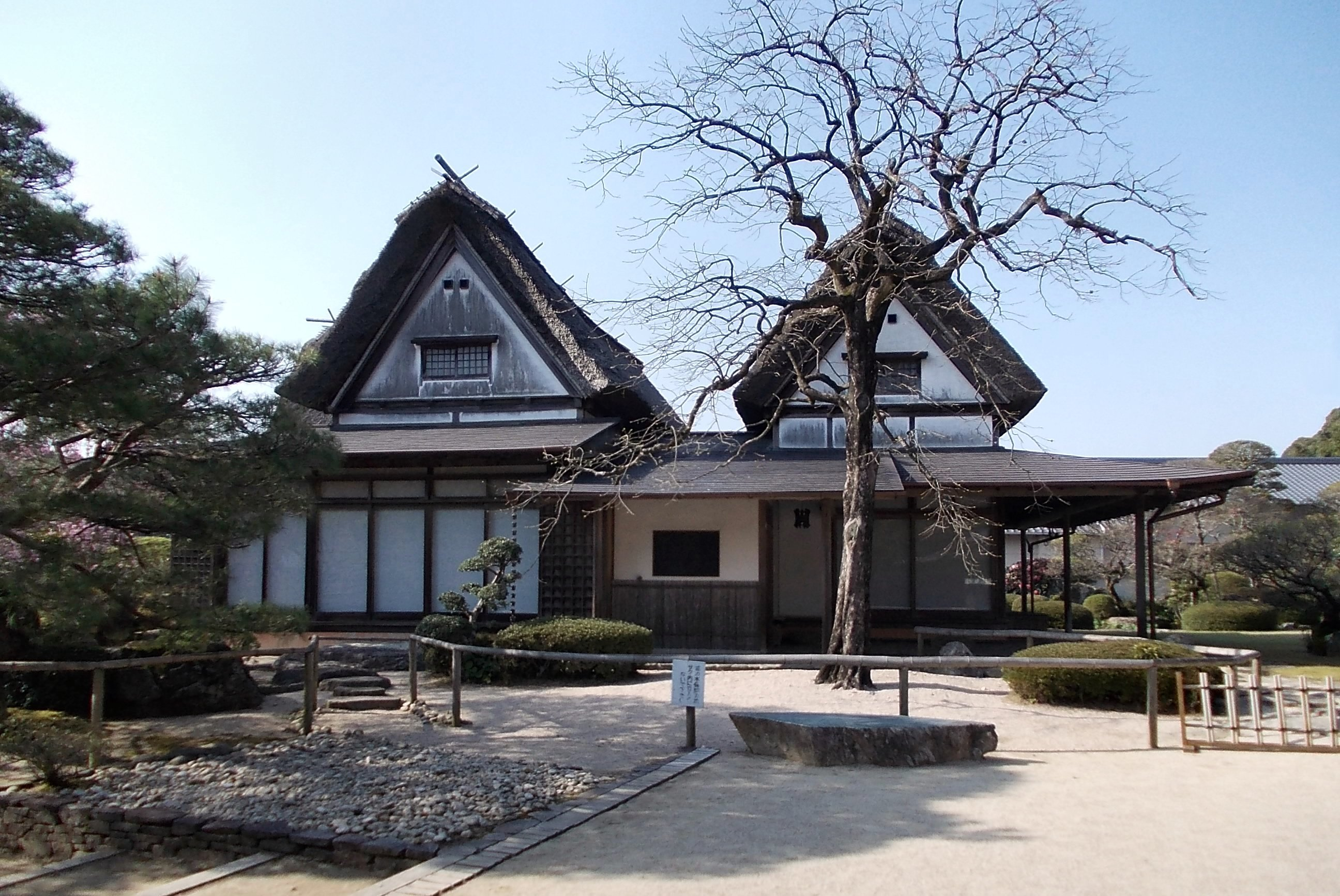
Kakiemon pottenbakkerij, Arita, Japan

Nieuw elan komt er in de producten van Kakiemon als Kakiemon XII en Kakiemon XIII in 1953 de nigoshide-techniek herontdekken. Hierdoor wordt het wit van het Kakiemon-porselein zacht melkwit en de traditionele asymmetrische manier van decoreren komt ook weer grotendeels terug. Dit geeft een flinke boost aan het aanzien en de productie van het Kakiemon-porselein. Oude patronen zoals het die van de kwartel en die van de vogel op de tak komen terug en er worden ook weer nieuwe patronen toegevoegd aan het typische scala van asymmetrische decoraties. De Japanse regering verklaarde in 1971 de nigoshide-techniek een “belangrijk immaterieel cultureel bezit”, wat betekent dat de productie hiervan door moet gaan. Door de inzet voor het behoud van de Kakiemon-traditie en zijn grote artistieke gave werd Kakiemon XIV in 2001 geëerd met de titel “levende nationale schat”, een nationale waardering voor Kakiemon en de Kakiemon-traditie. In 2012 wordt er een documentaire gemaakt over deze hedendaagse Kakiemon-familie. Hierin is te zien hoe Kakiemon XIV zijn zoon Kakiemon XV aan het opleiden is voor het vak. Het hele proces wordt doorlopen, vanaf de inspiratie voor een tekening tot en met de goedkeuring van het uiteindelijke product. Ook is in deze documentairefilm de zoon van Kakiemon XV te zien, de toekomstige Kakiemon XVI, die alvast kennis maakt met het vak. Sinds 2013 is Kakiemon XV het hoofd van de Kakiemon-pottenbakkerij en het -atelier.

## Producten uit de Kakiemon-oven

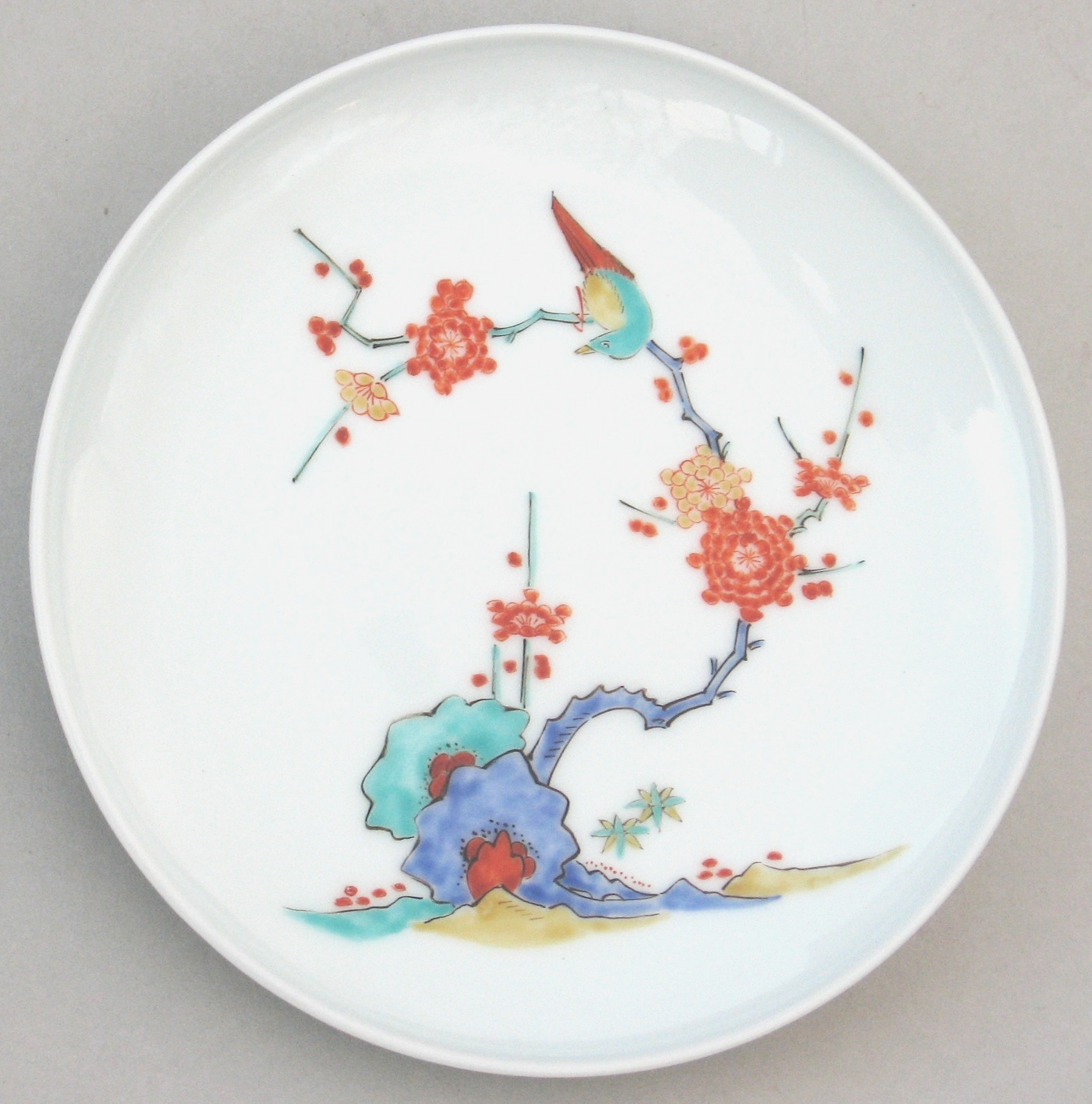
Kakiemon XIII, Vogel op Tak

In de Kakiemon-pottenbakkerij en -atelier zijn in eerste instantie producten met Ai-Kakiemon (Kakiemon-onderglazuur blauw/wit), monochroom wit, celadon en gewone akae gemaakt. De decoratie van het Kakiemon-porselein lijkt in het begin op het porselein van Ko-Kutani (Ko-Imari), dit geldt voor zowel het blauw/witte porselein als het gekleurde porselein. Vanaf de 1670's zijn er naast de gewone producten ook akae-producten met nigoshide-techniek gemaakt. Omdat de vervaardiging van het nigoshide-porselein een erg duur proces is worden er naast het nigoshide-porselein nog steeds gewone producten gemaakt, zonder nigoshide.         

### Nigoshide-porselein
De basis van het nigoshide-porselein bestaat uit drie soorten speciale "kaolien" waarvan verwerkbare klei wordt gemaakt. De ontstane klei moet worden gezuiverd en in de juiste mate worden gemengd. Het proces om nigoshide-porselein te maken is erg bewerkelijk, langdurig en duur. De vervaardiging van nigoshide is moeilijk door de harde krimp van het porselein tijdens het bakken, 30% van het nigoshide-porselein dat uit de oven komt wordt maar goedgekeurd. Het glazuur wat hierbij gebruikt wordt is zeer zuiver en doorschijnend en lijkt op rijstwater (nigoshide). 

### Bekende decoraties
Bekende decoraties van Kakiemon zijn; Hob in de put, draak/bamboe en tijger, verschillende kwartelpatronen (kwartel and gierst), de Japanse struikzanger, feng huang, shishi, de drie wintervrienden (pijnboom, prunus en bamboe), chrysanten (de nationale bloem van Japan) en de gebonden heggetjes.

## Verzamelingen Kakiemon-porselein
Dankzij de VOC is er relatief veel van het traditionele Kakiemon-porselein te vinden in Europa. Enkele hoogstaande Europese lieden waren verwoed verzamelaar van het Kakiemon-porselein waardoor er ook veel van besteld werd in Japan. Fijn Kakiemon-porselein wordt bewaard in verschillende musea over de hele wereld. Hierbij de meest belangrijke verzamelingen;
- Japan: Het Kyushu Keramiekmuseum in Arita.
- Nederland: Het Rijksmuseum in Amsterdam, Princessehof in Leeuwarden, de Collectie Blijdorp-Clarkson Reijnen en in kasteel Twickel in de gemeente Hof van Twente.[14][15]
- Duitsland: Zwinger museum, Dresden.
- UK: Burghley House-collectie in Cambridgeshire en het Ashmolean Museum, in Oxford.[16][17]
- USA: Metropolitan Museum of Art (MET), New York.[18]

## Galerij Kakiemon-porselein

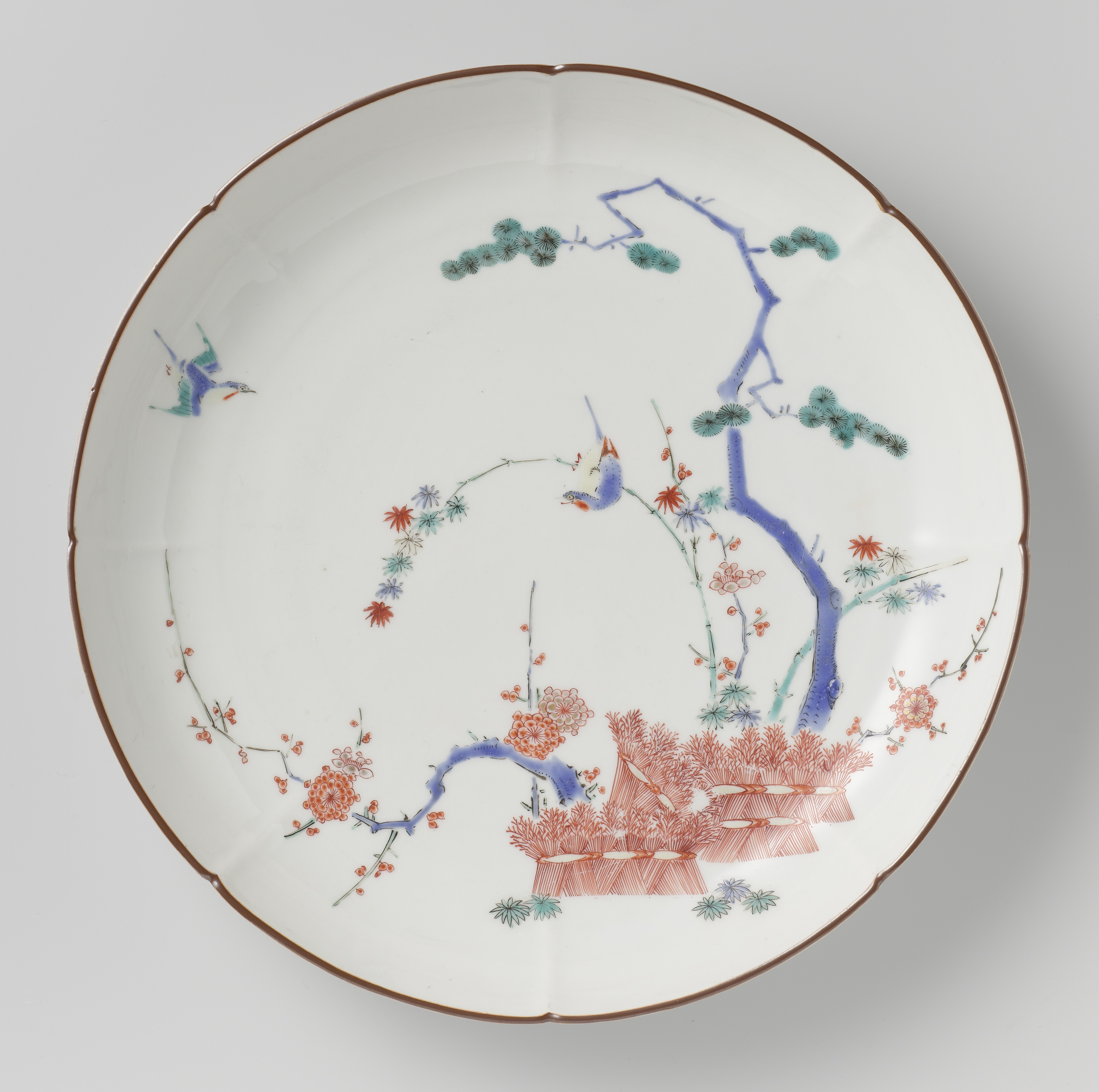
Kakiemon porselein 1670-1690
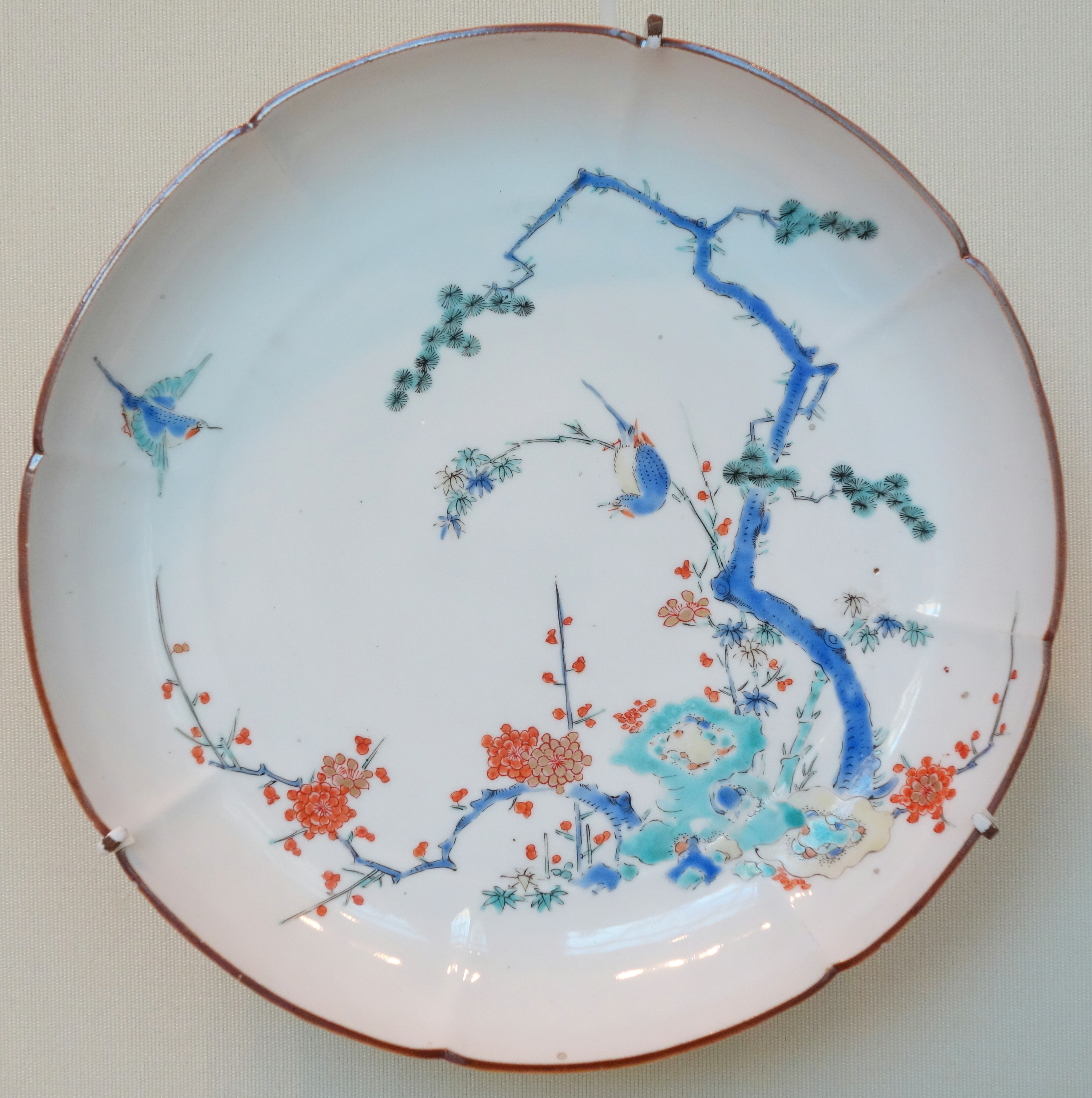
Kakiemon porselein 1670-1690
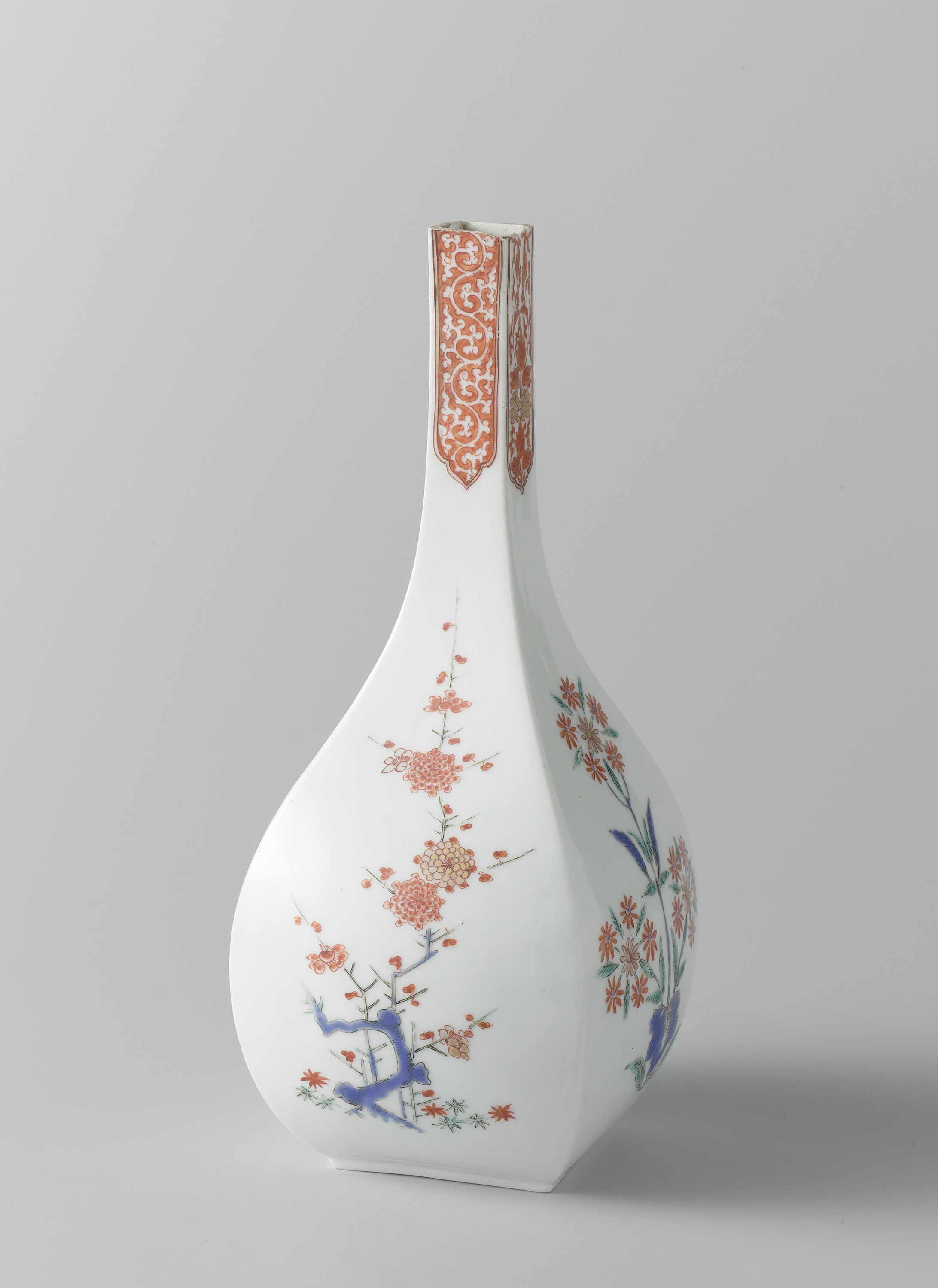
Kakiemon porselein 1670-1690
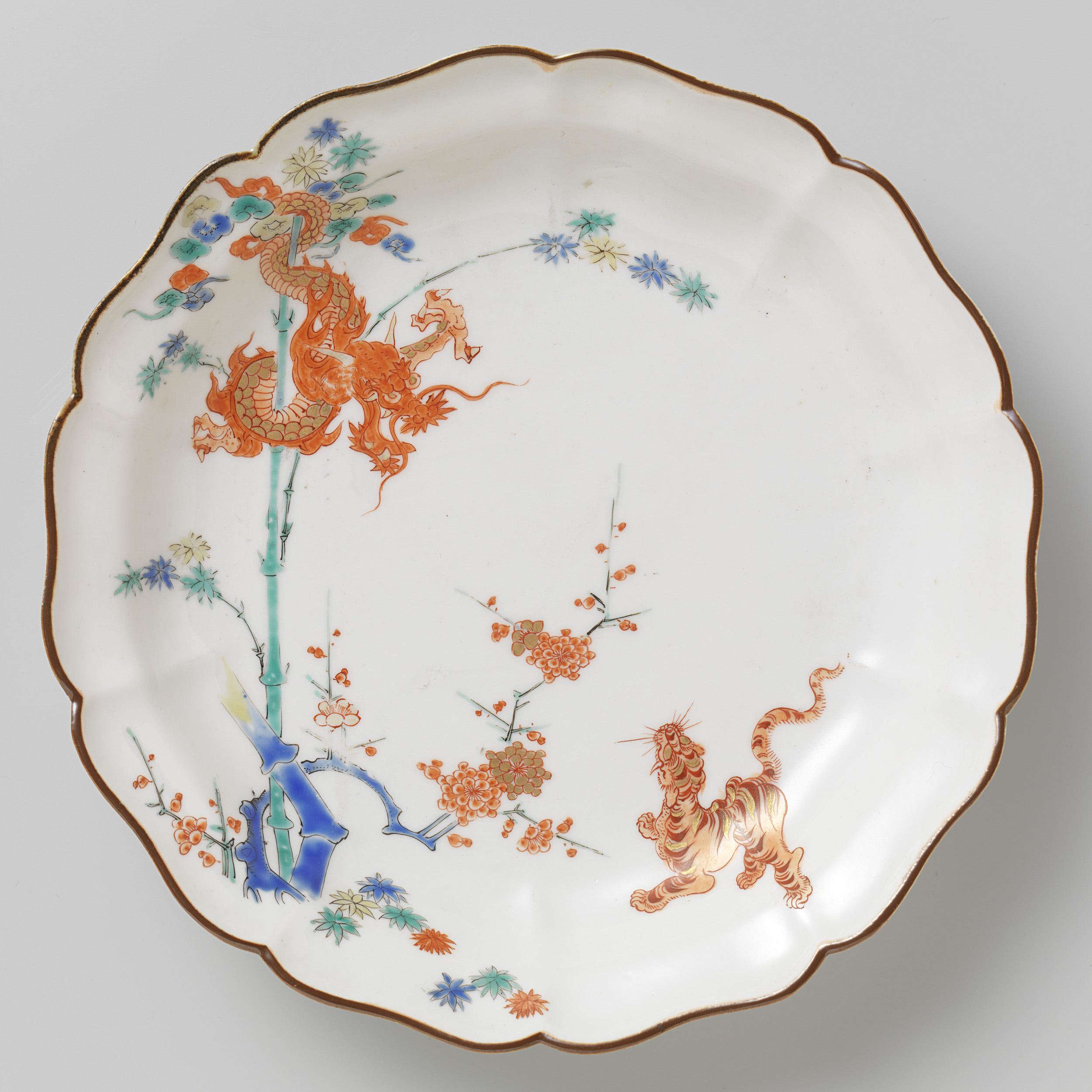
Kakiemon porselein 1670-1690
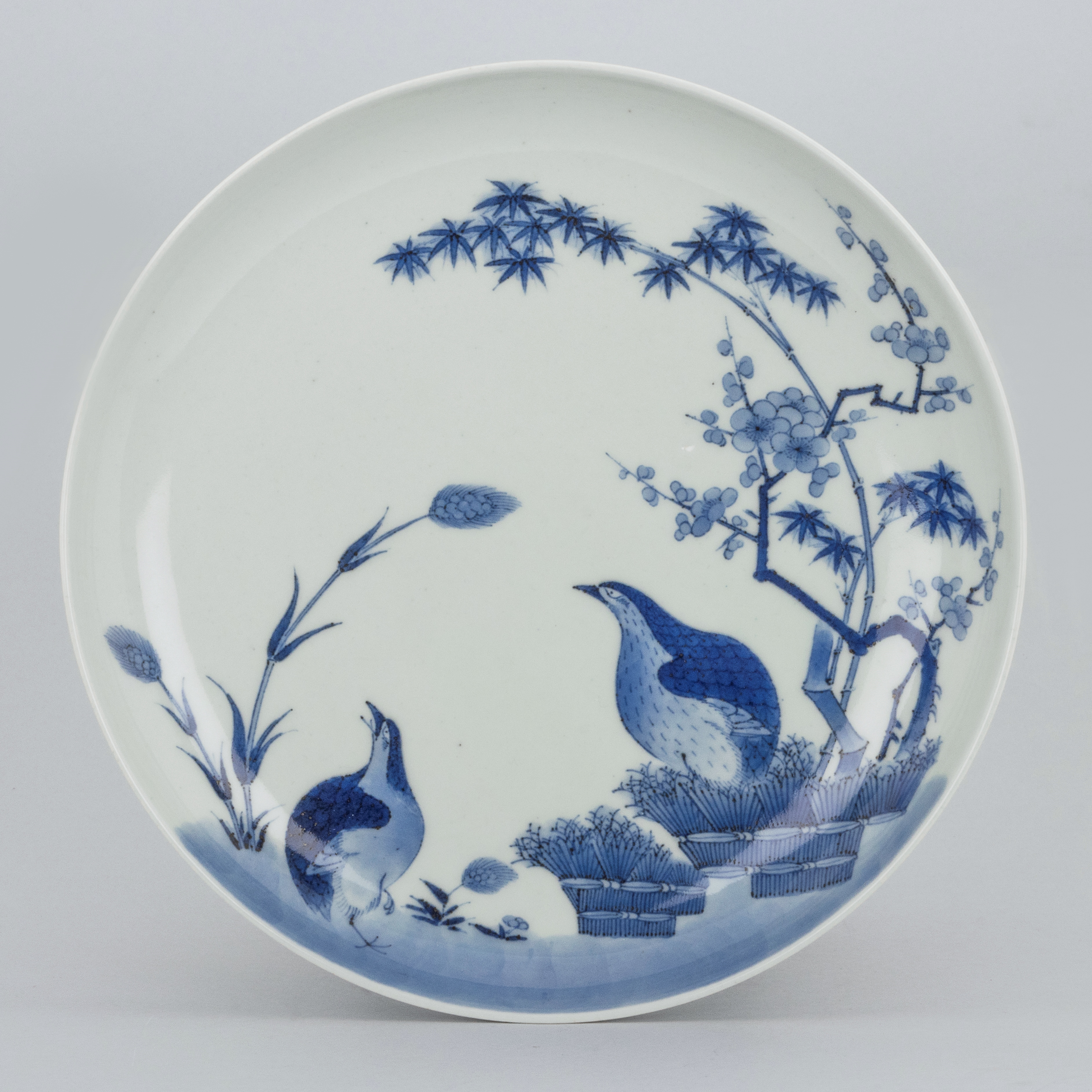
Kakiemon porselein 1670-1690
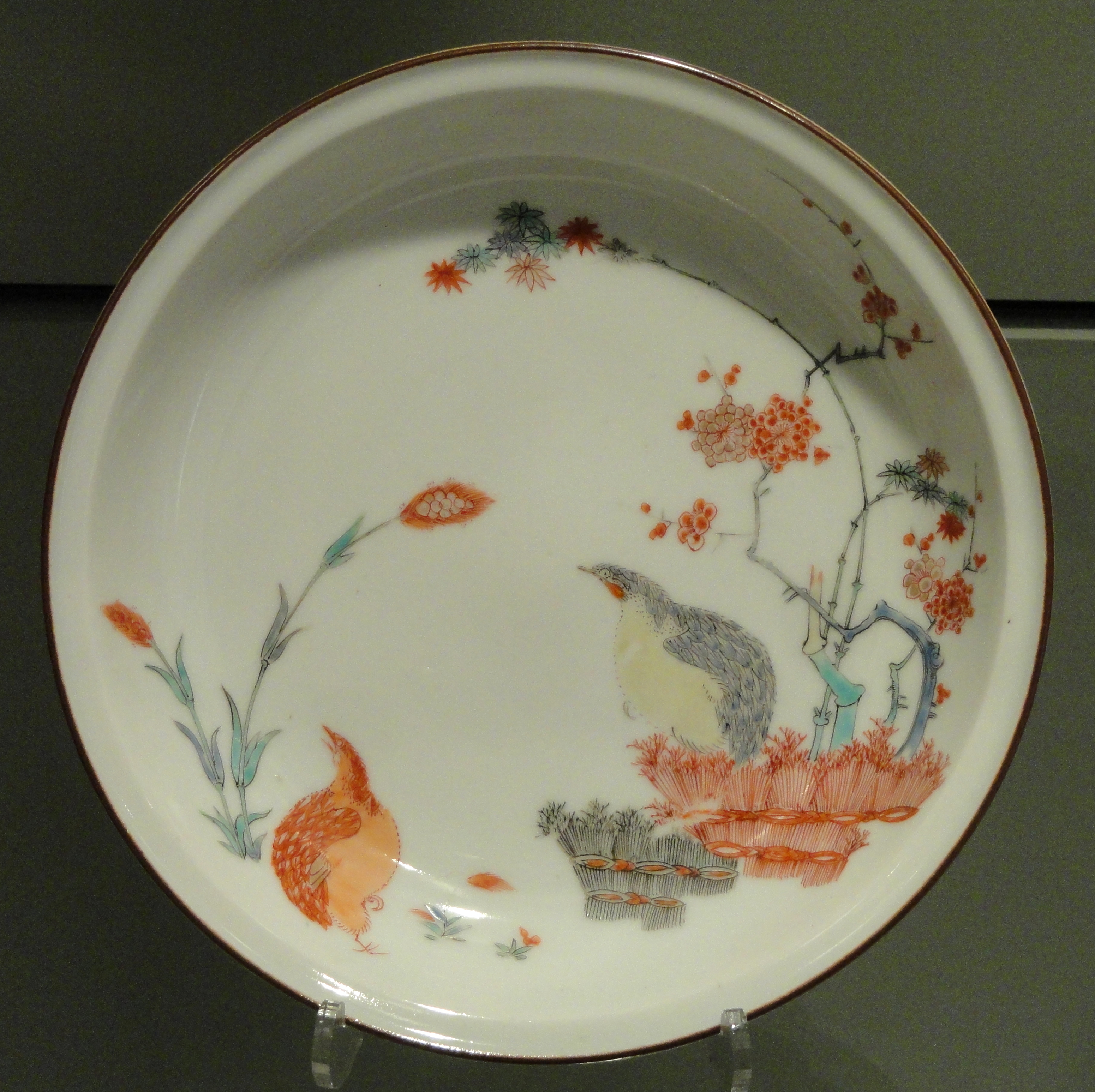
Kakiemon porselein 1670-1690
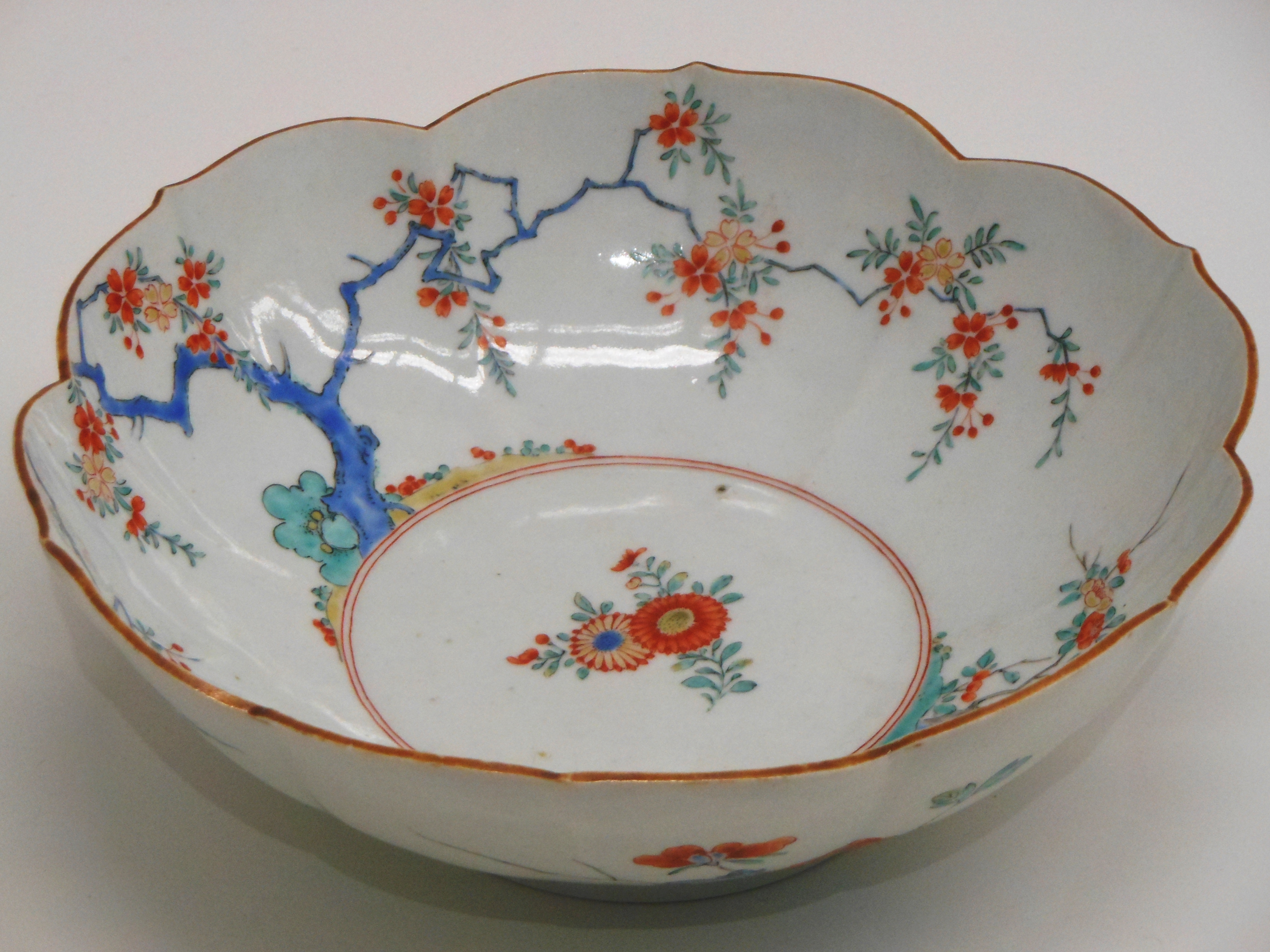
Kakiemon porselein 1670-1690
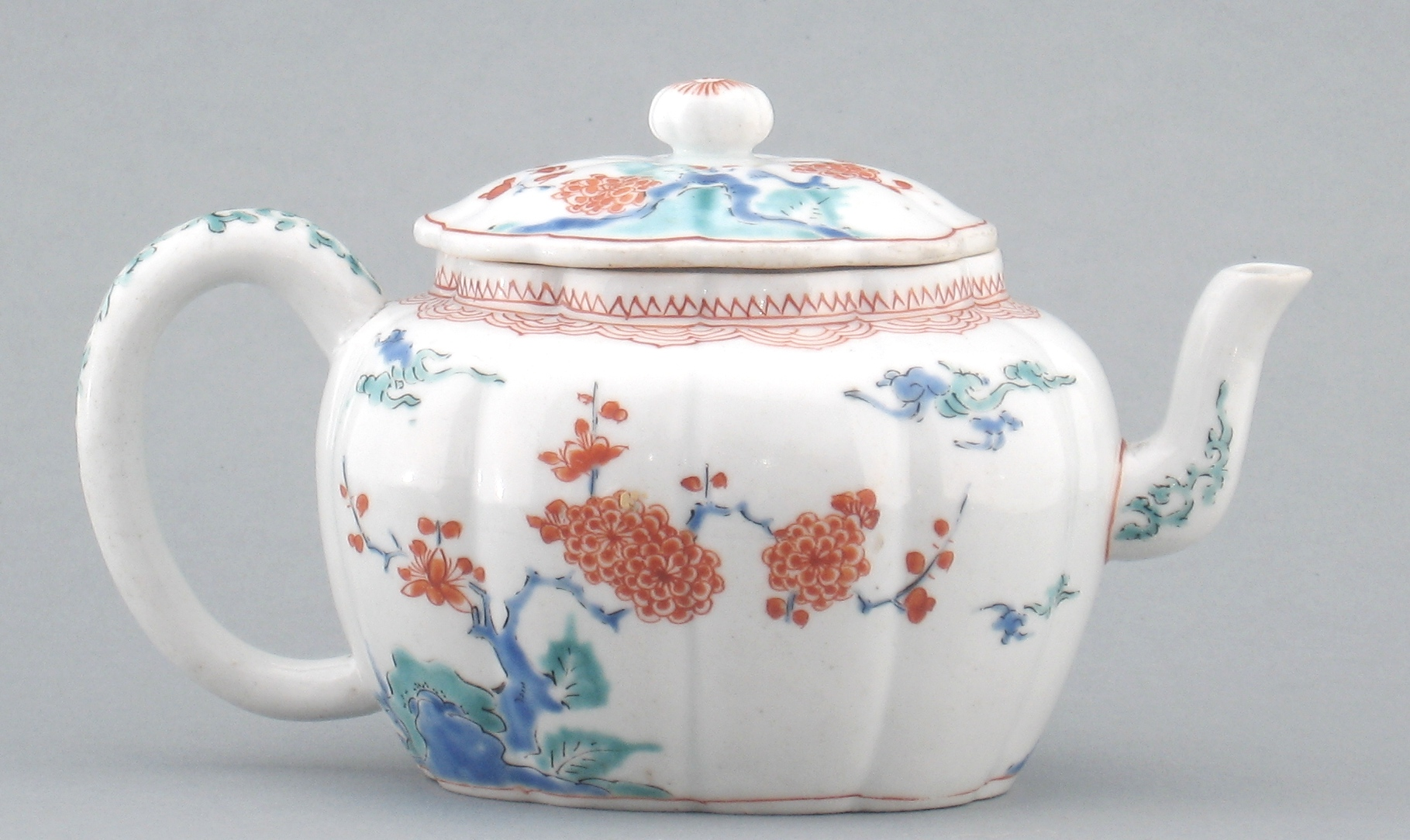
Kakiemon porselein 1670-1690
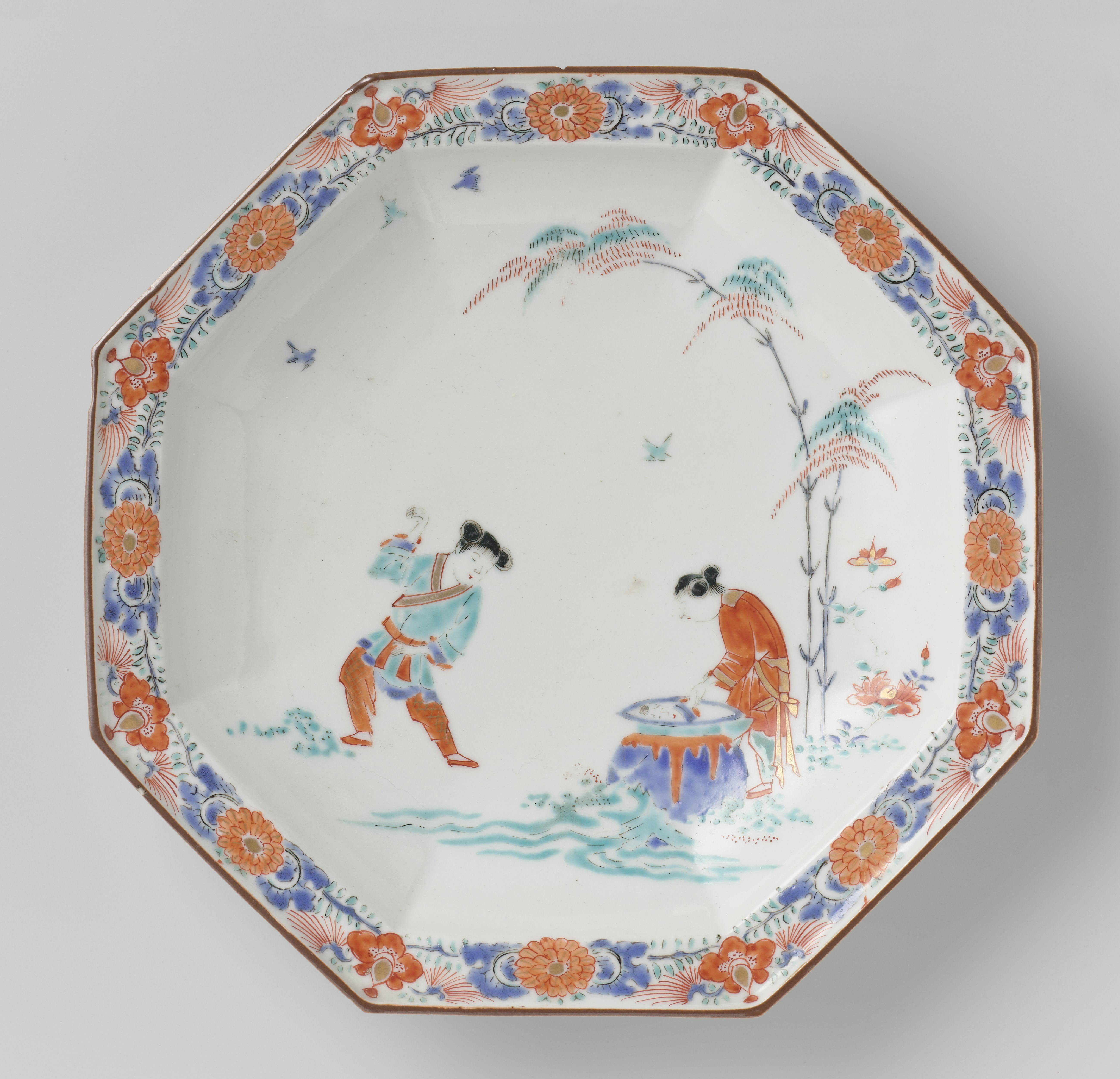
Kakiemon porselein 1670-1690
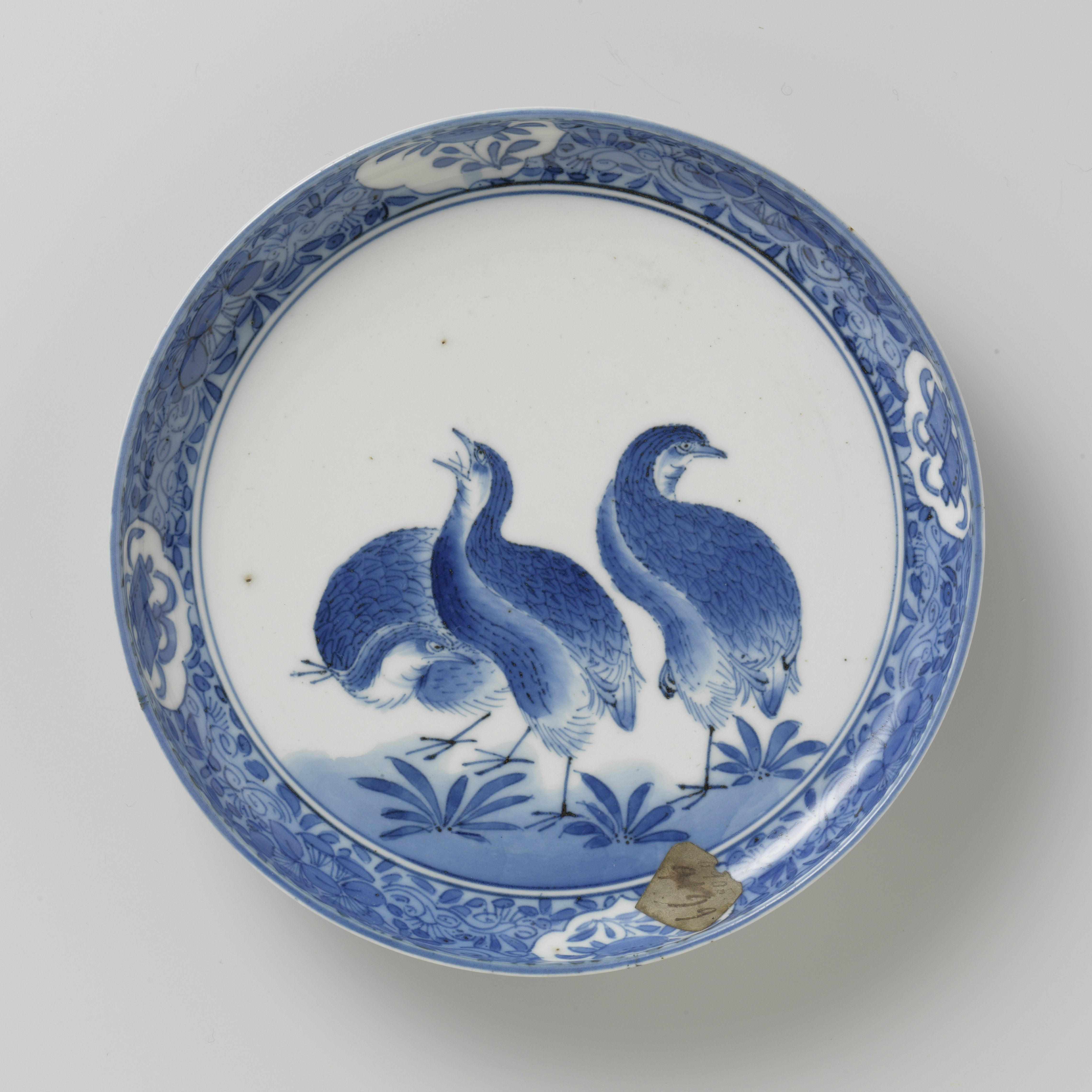
Kakiemon porselein 1670-1690
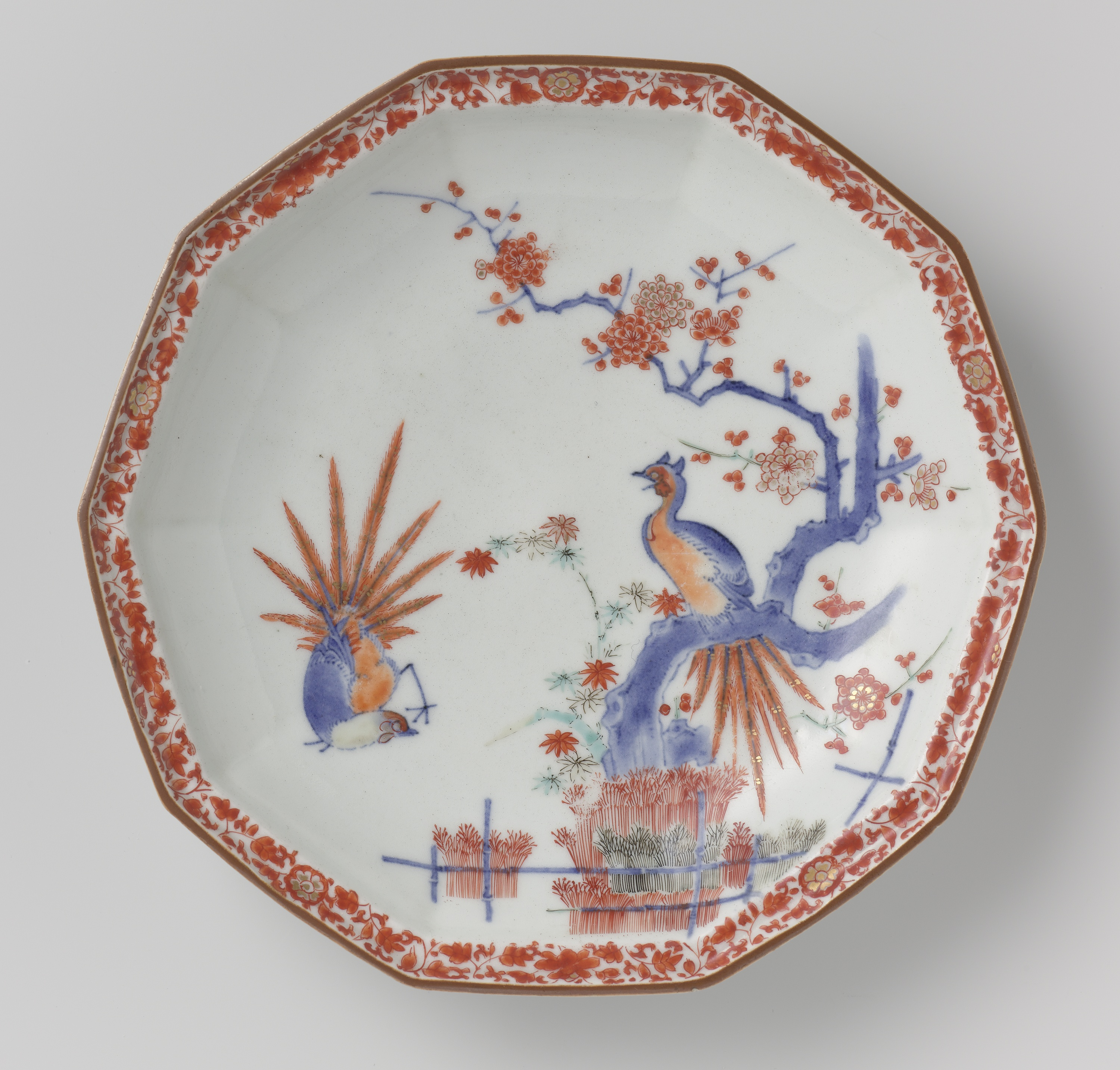
Kakiemon porselein 1680-1700
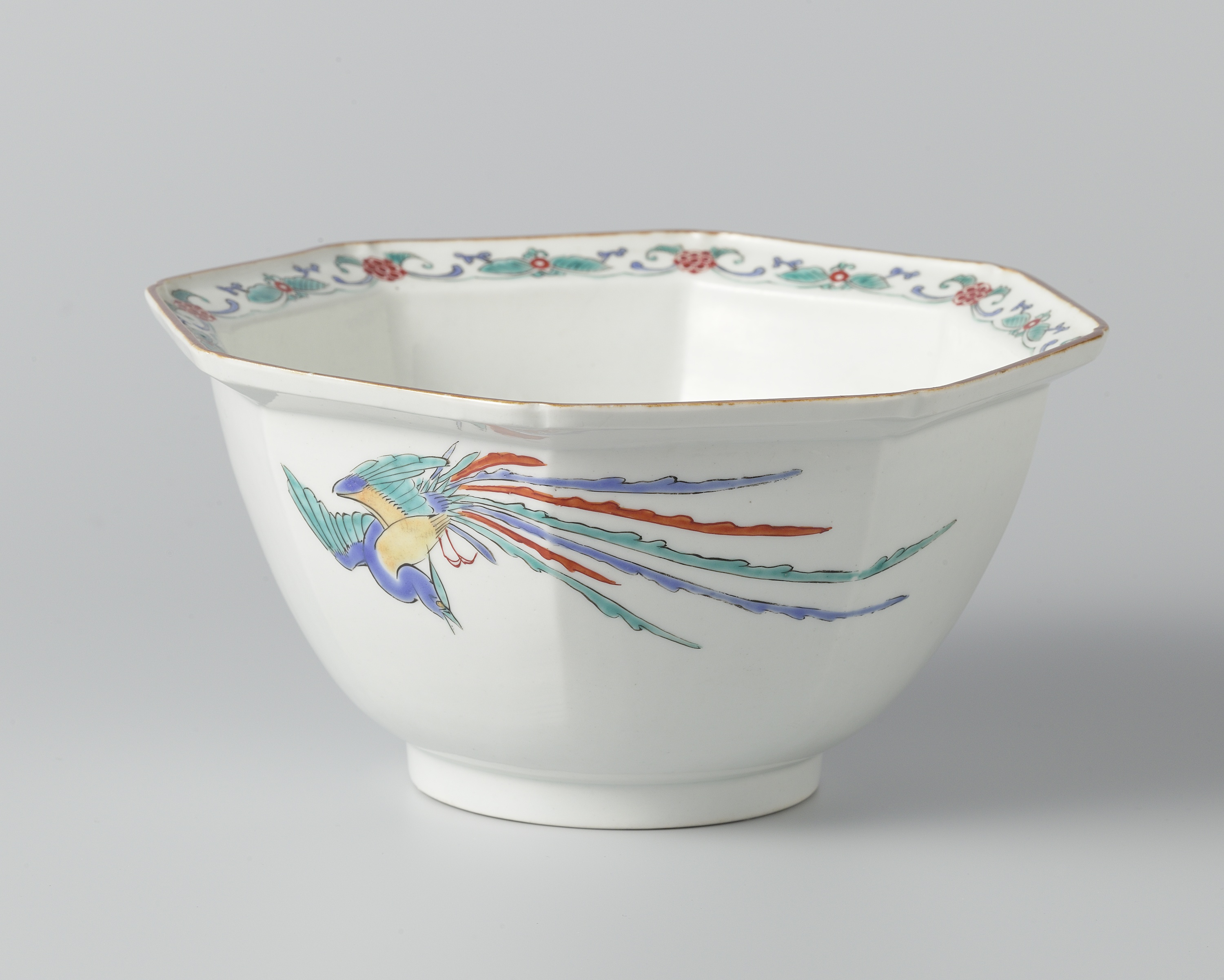
Kakiemon porselein 1670-1690
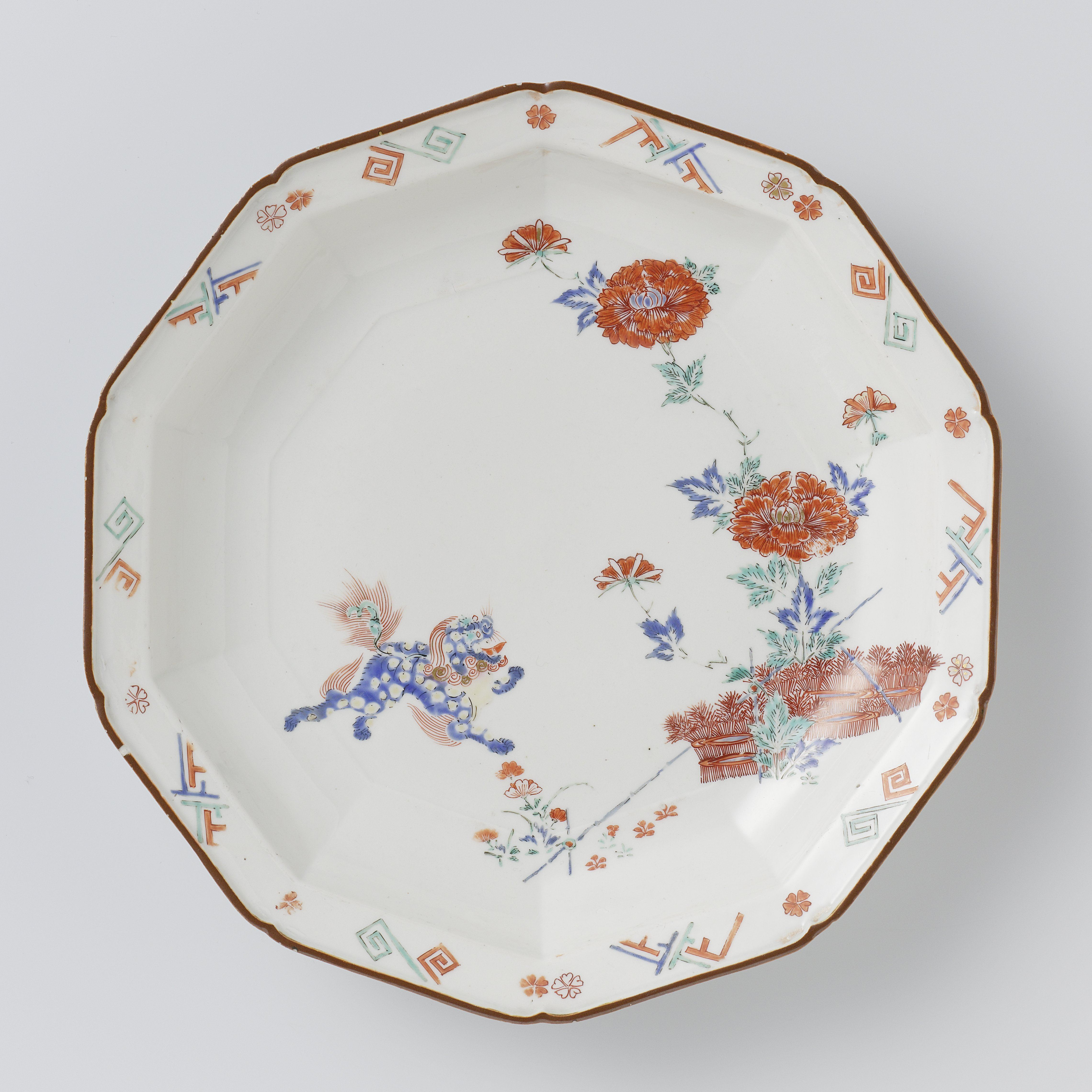
Kakiemon porselein 1670-1690
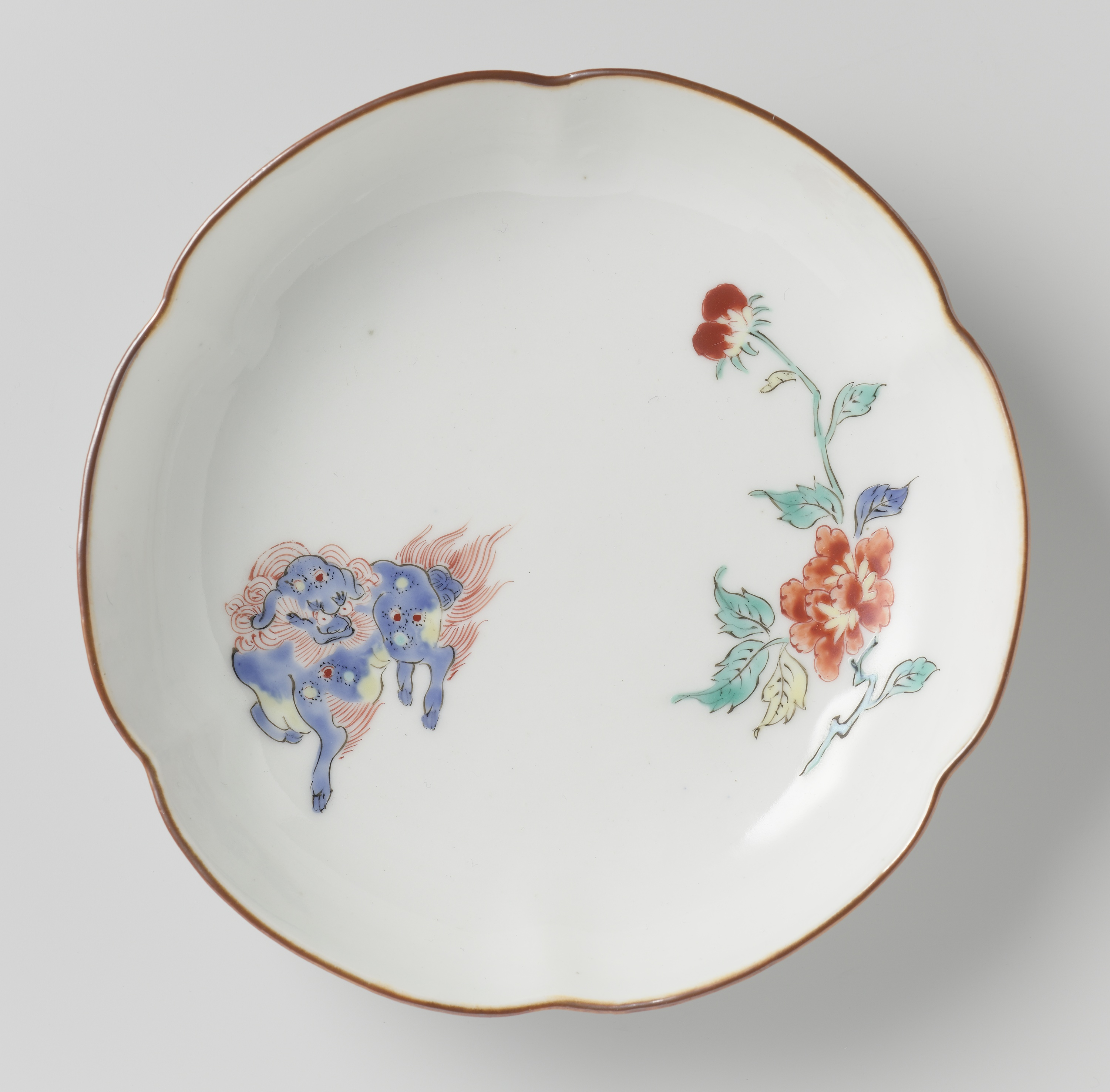
Kakiemon porselein 1670-1690
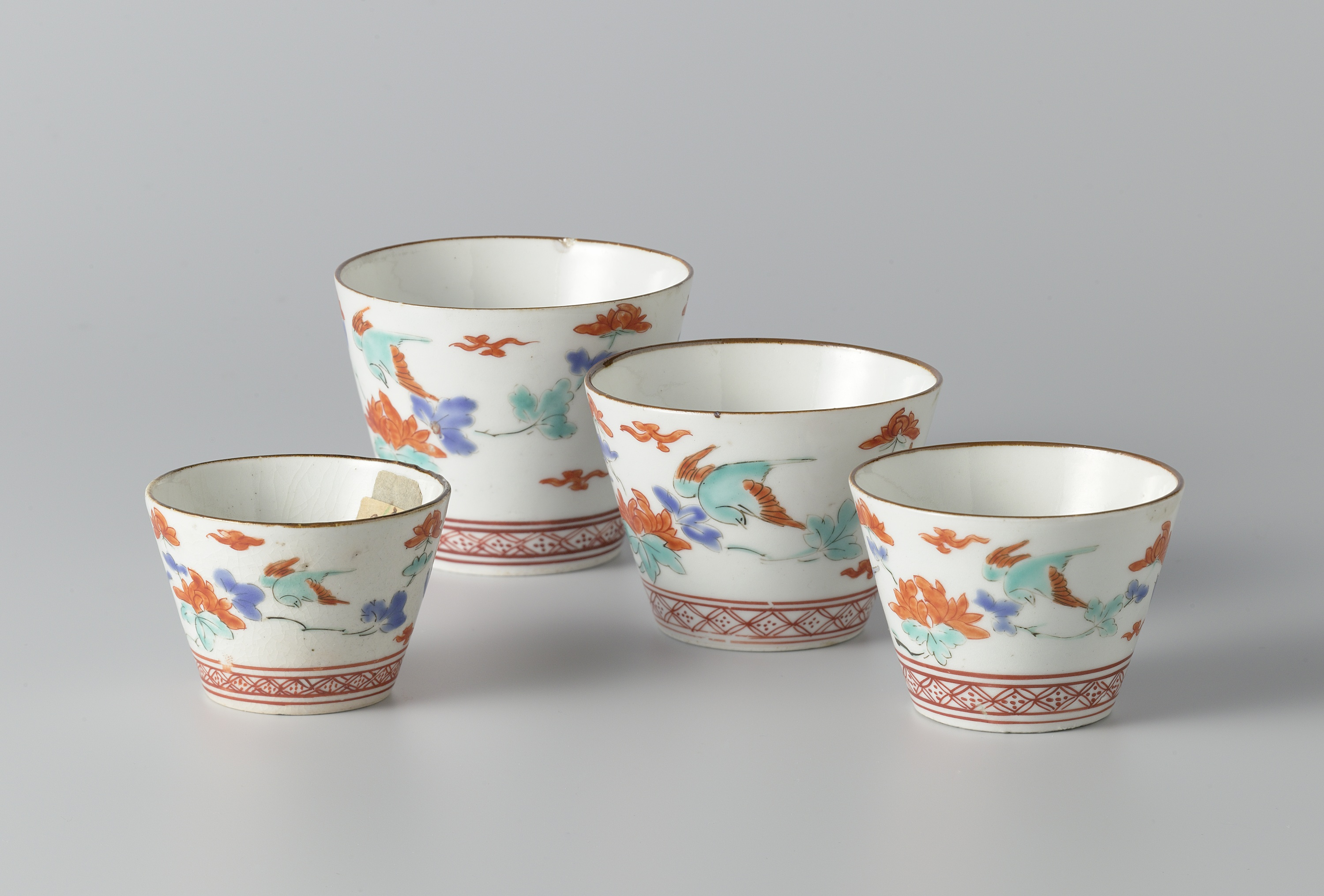
Kakiemon porselein 1670-1690
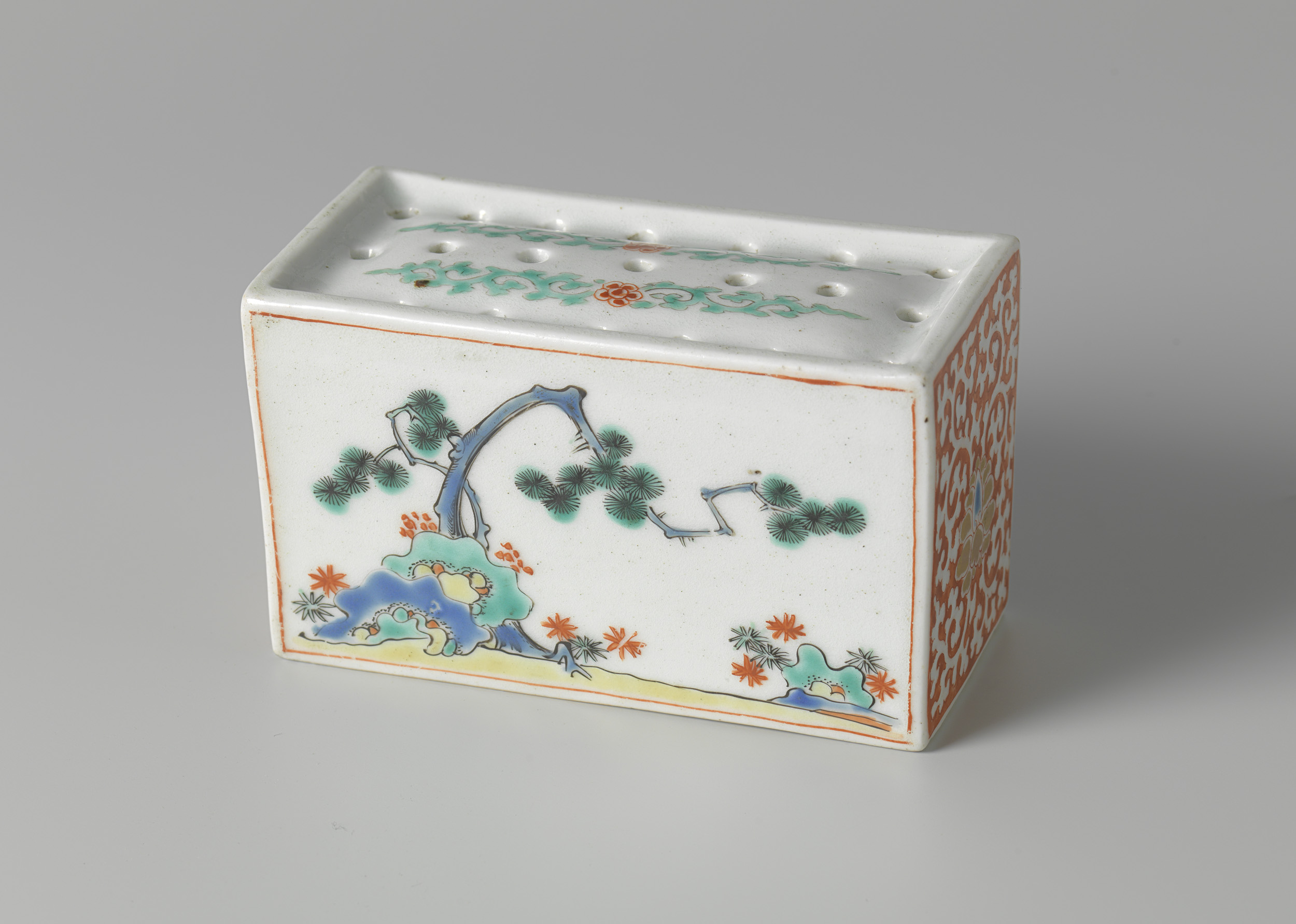
Kakiemon porselein 1670-1690
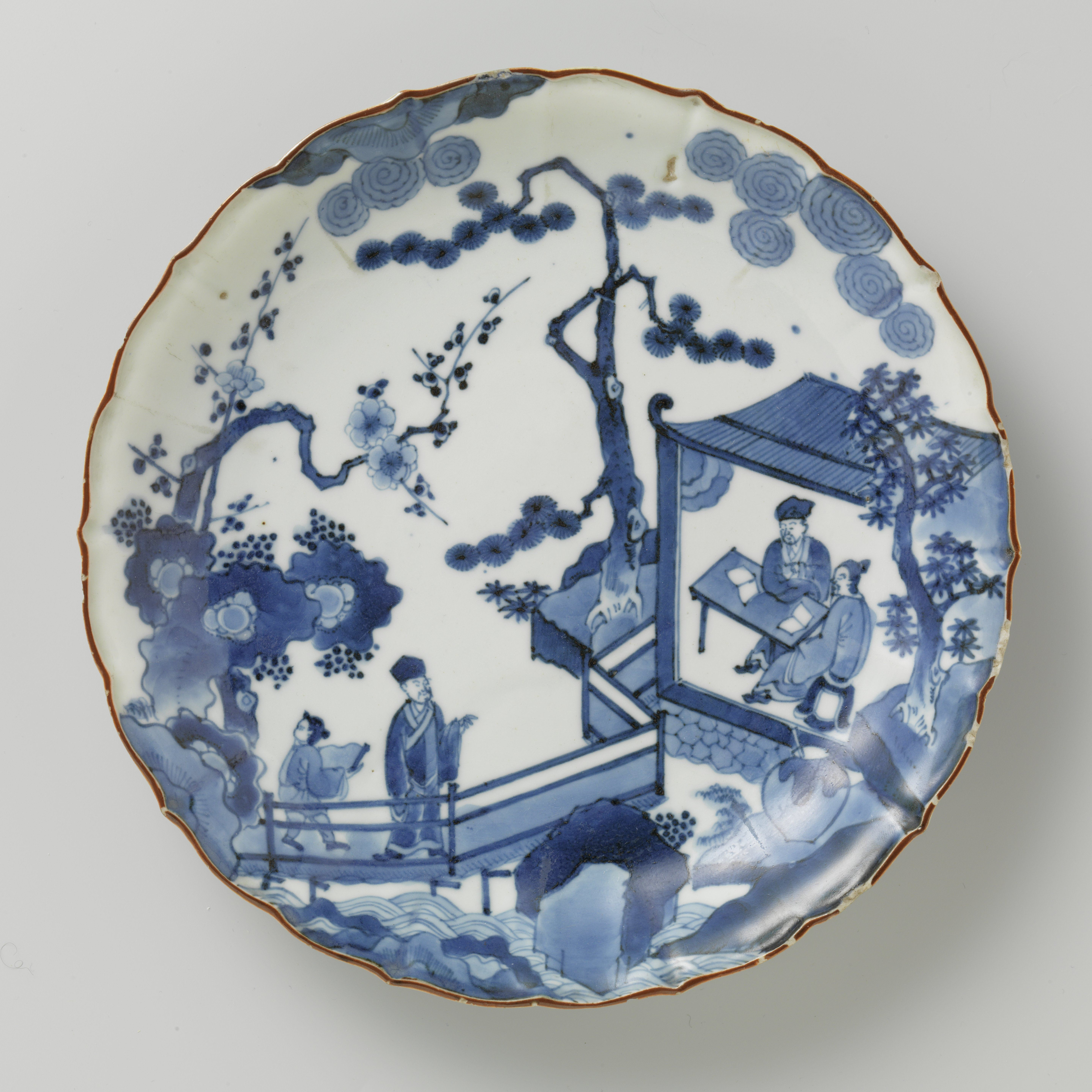
Kakiemon porselein 1670-1690
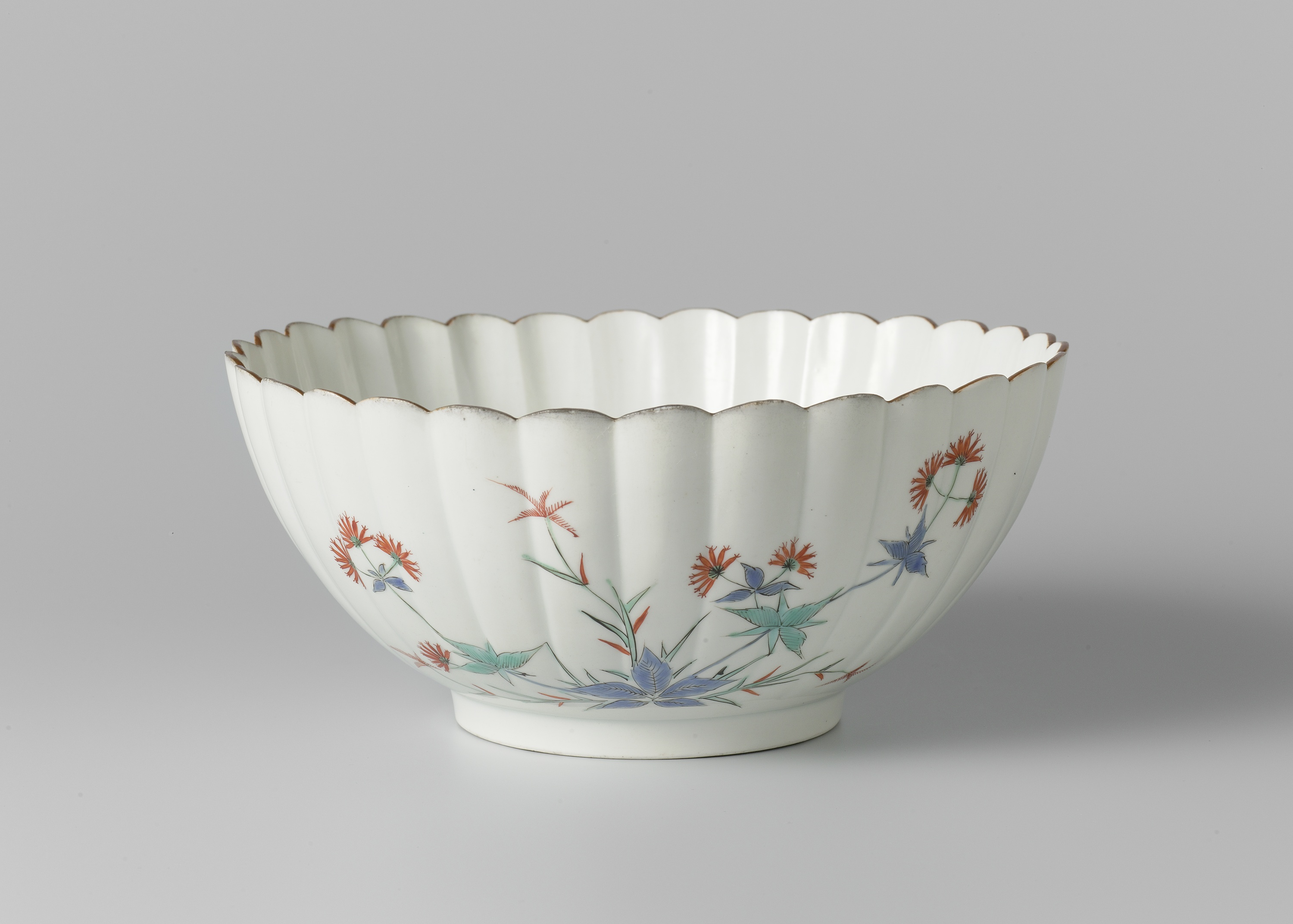
Kakiemon porselein 1670-1690, kom met patrinia, leverkruid en vlinders
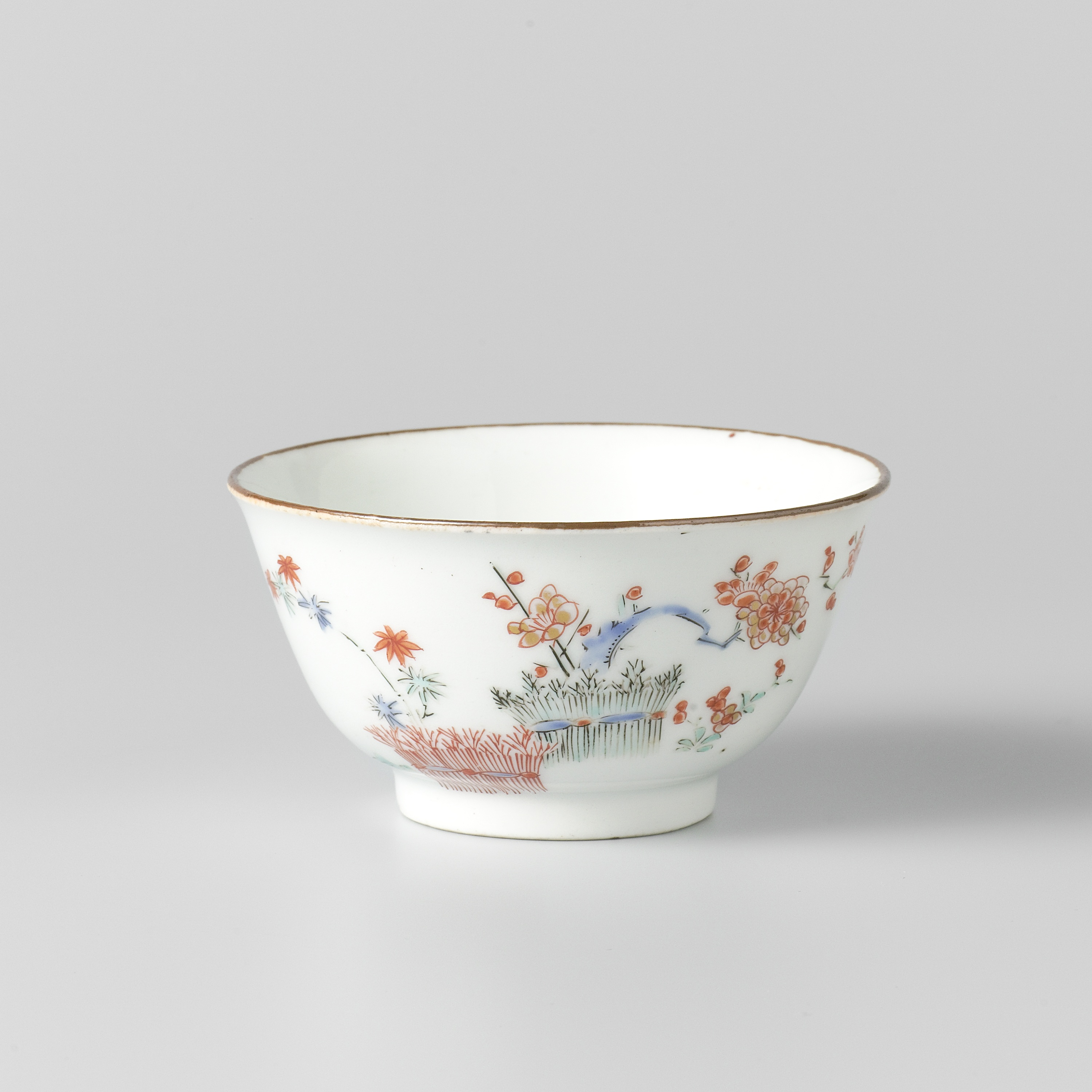
Kakiemon porselein 1670-1690
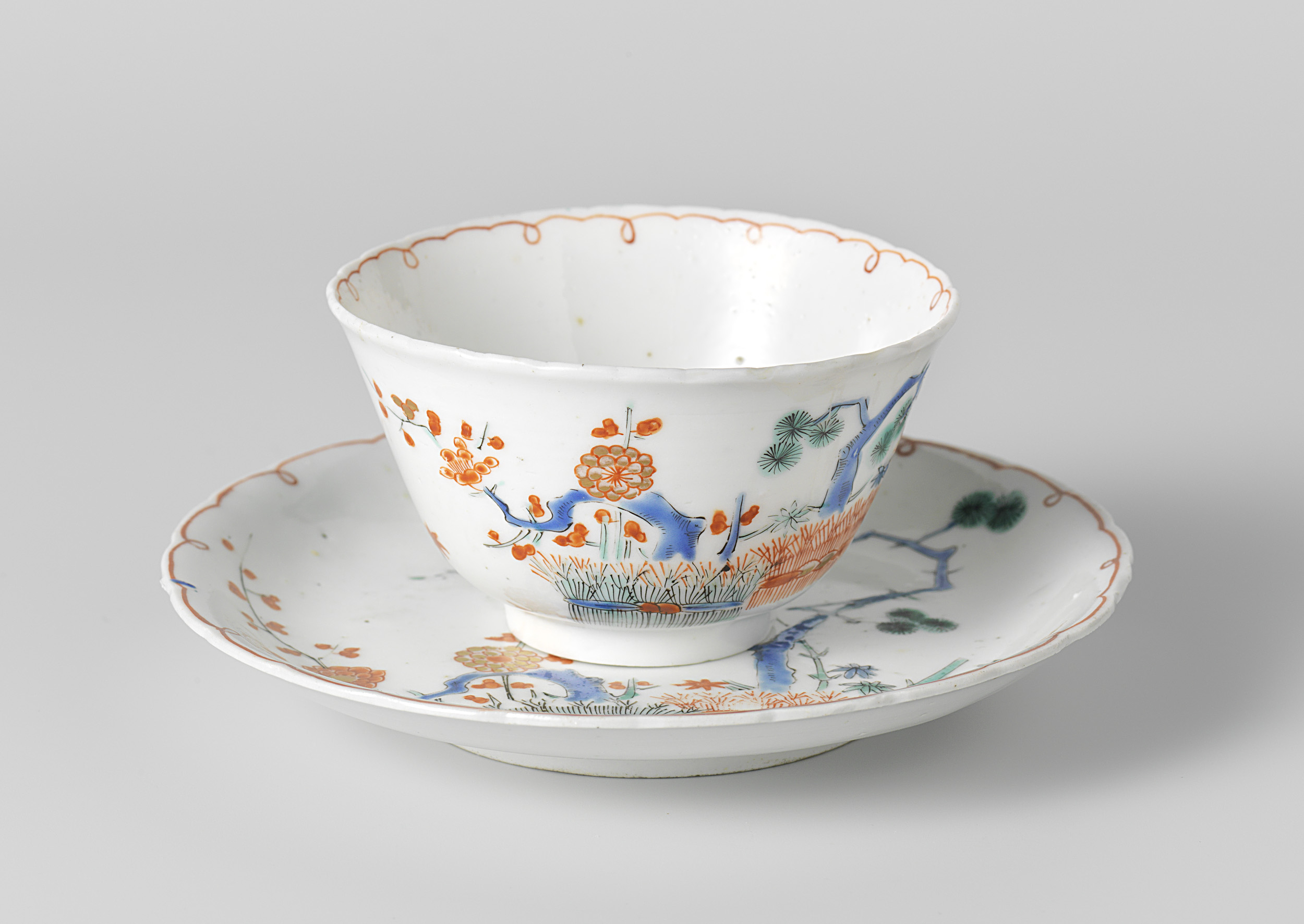
Kakiemon porselein 1670-1690
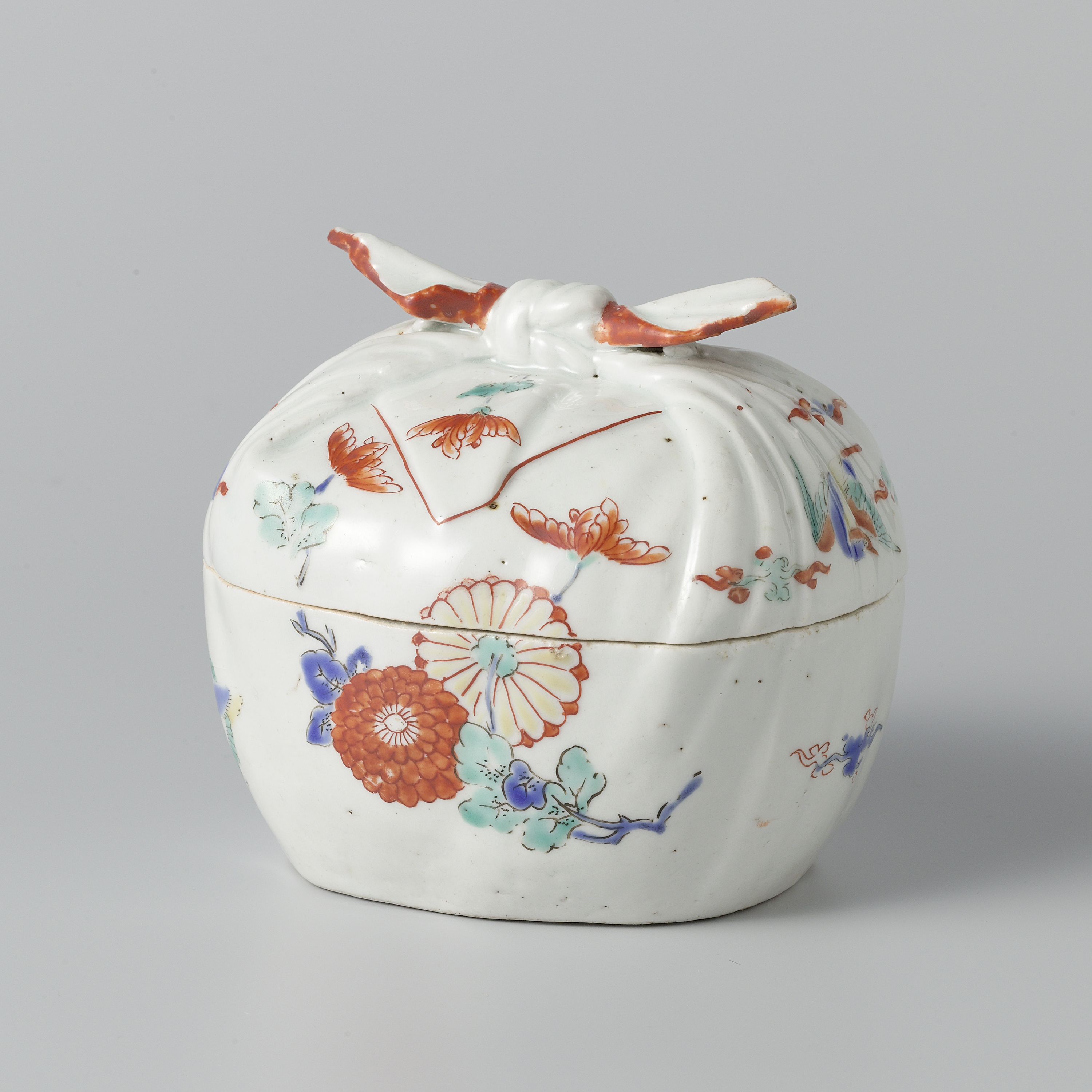
Kakiemon porselein 1670-1690
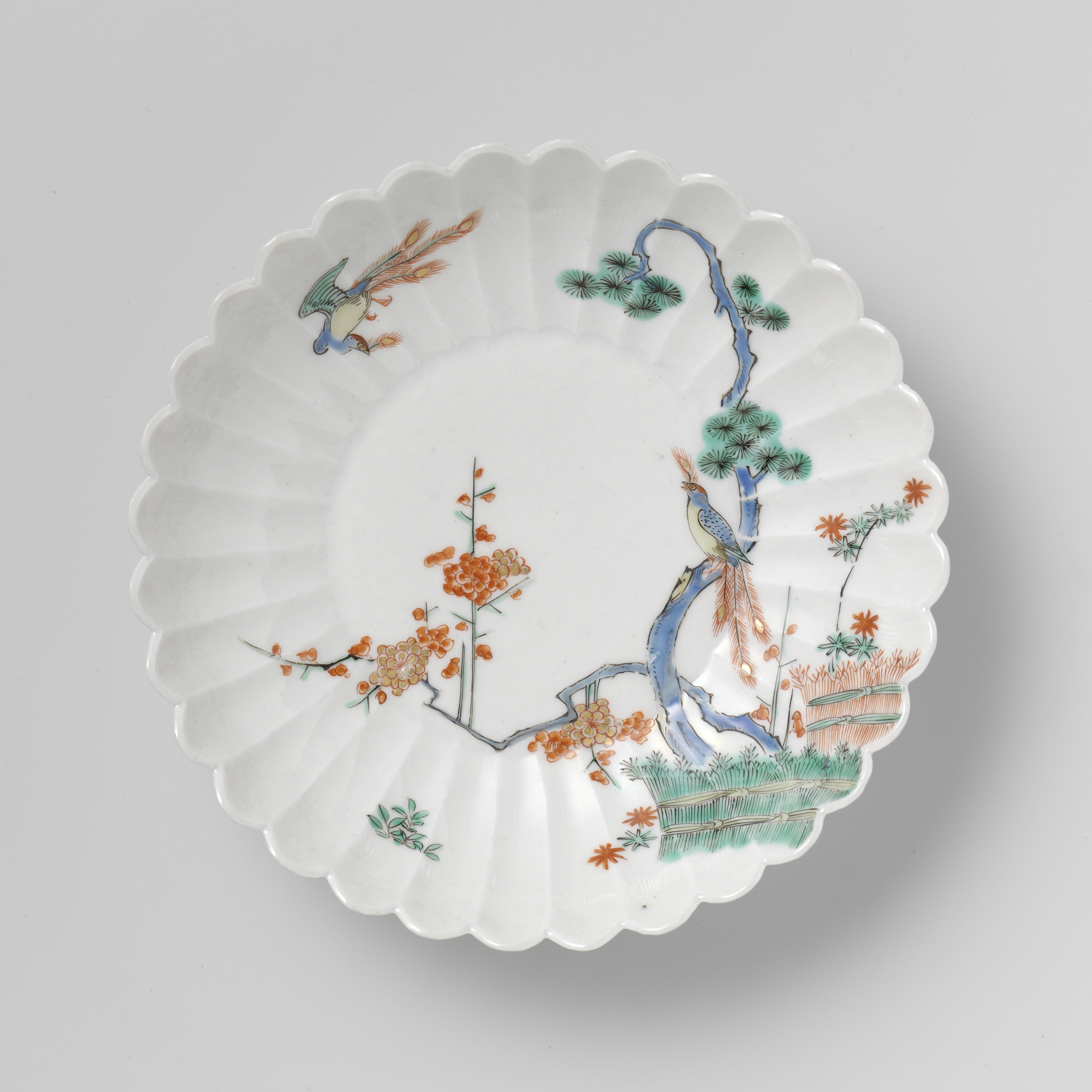
Kakiemon porselein 1670-1690
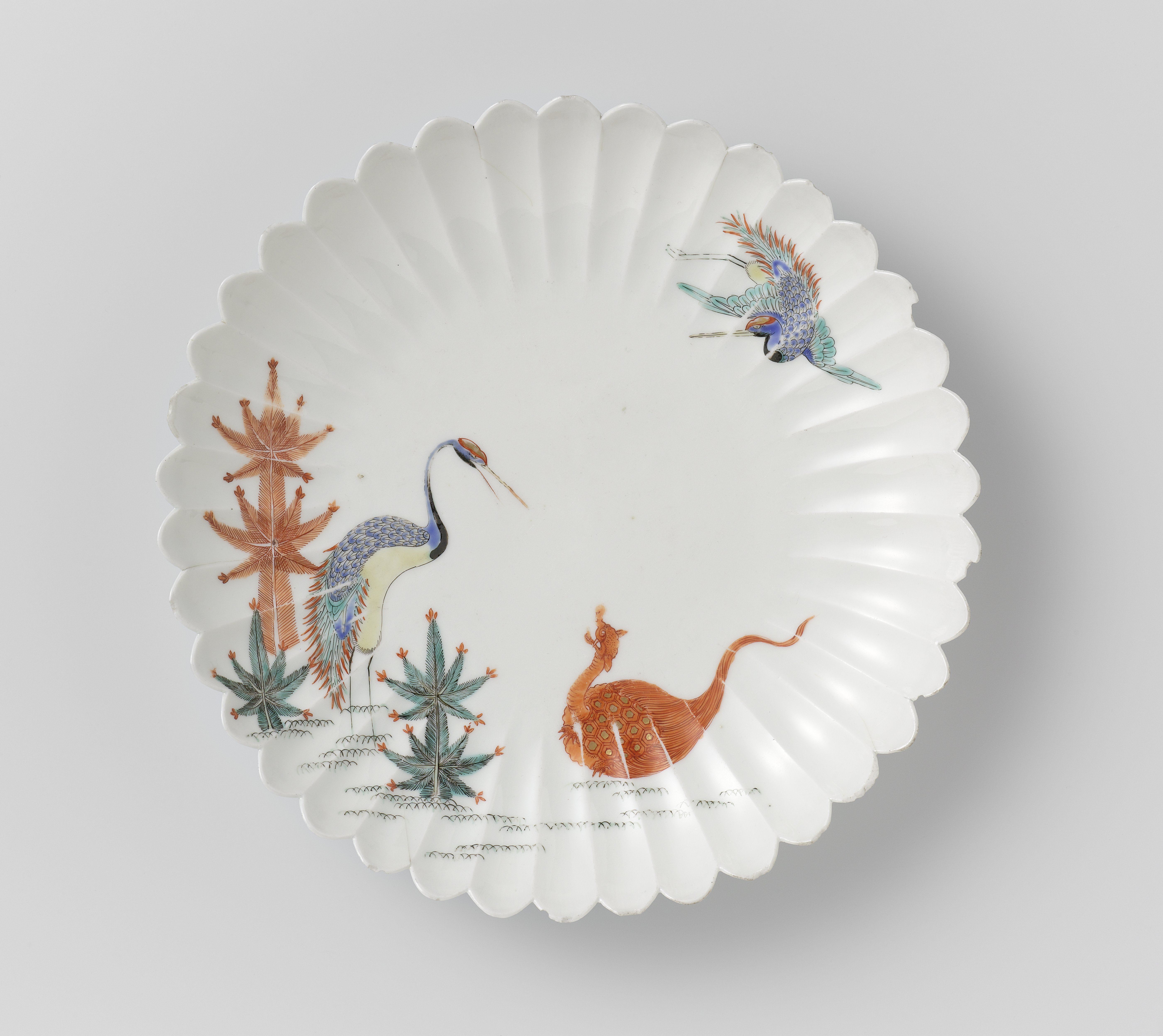
Kakiemon porselein 1670-1690
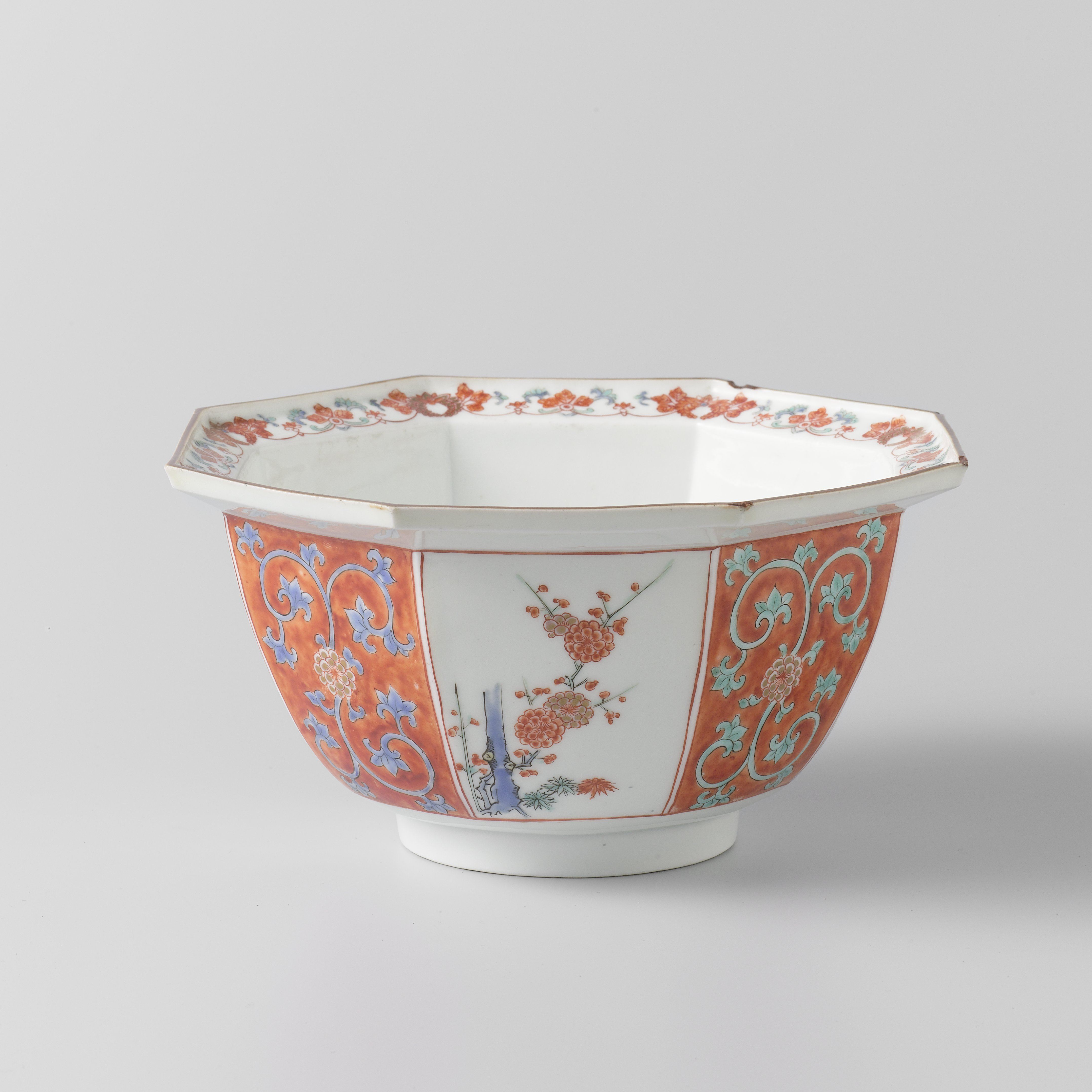
Kakiemon porselein 1670-1690
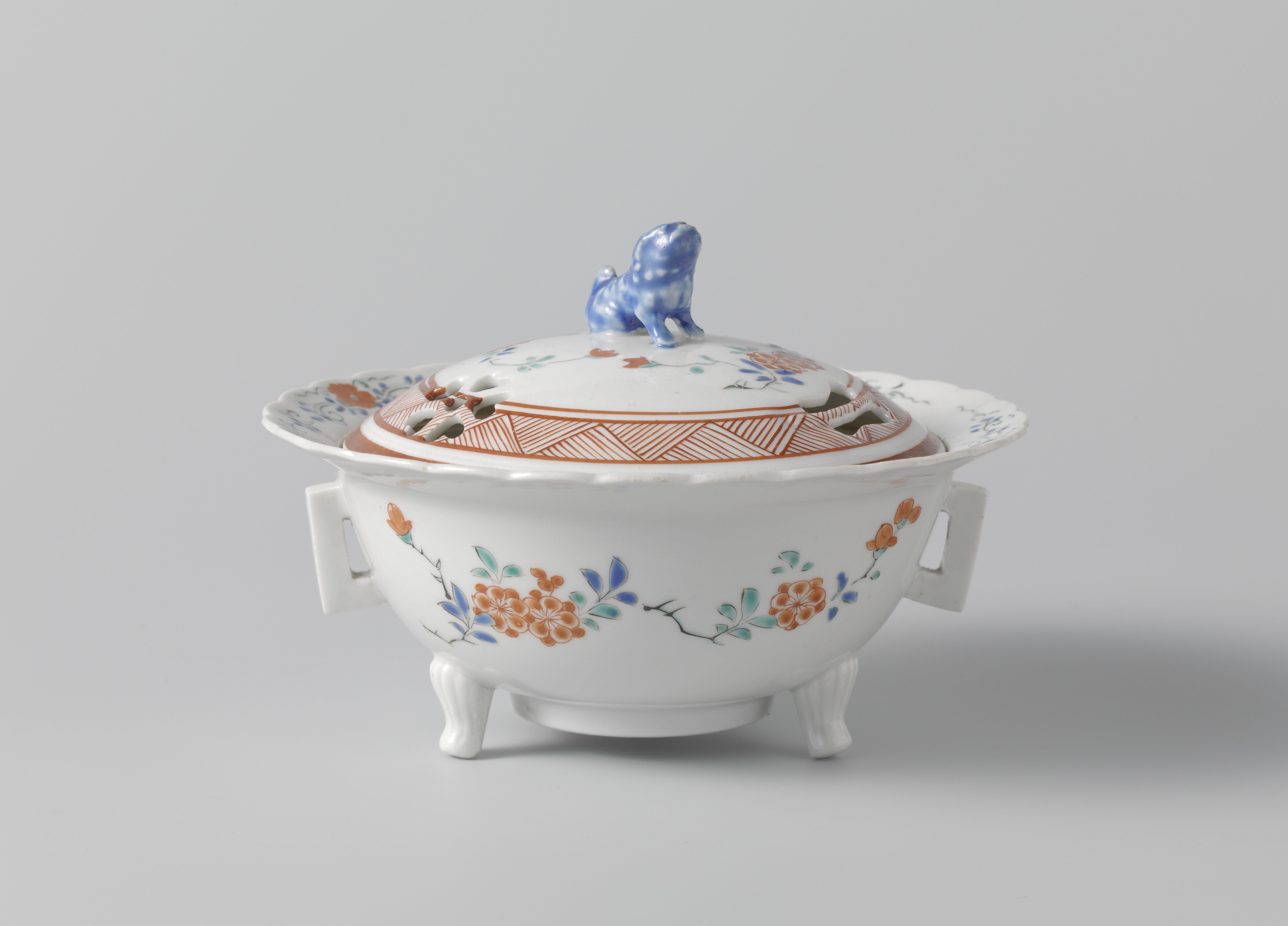
Kakiemon porselein 1670-1690
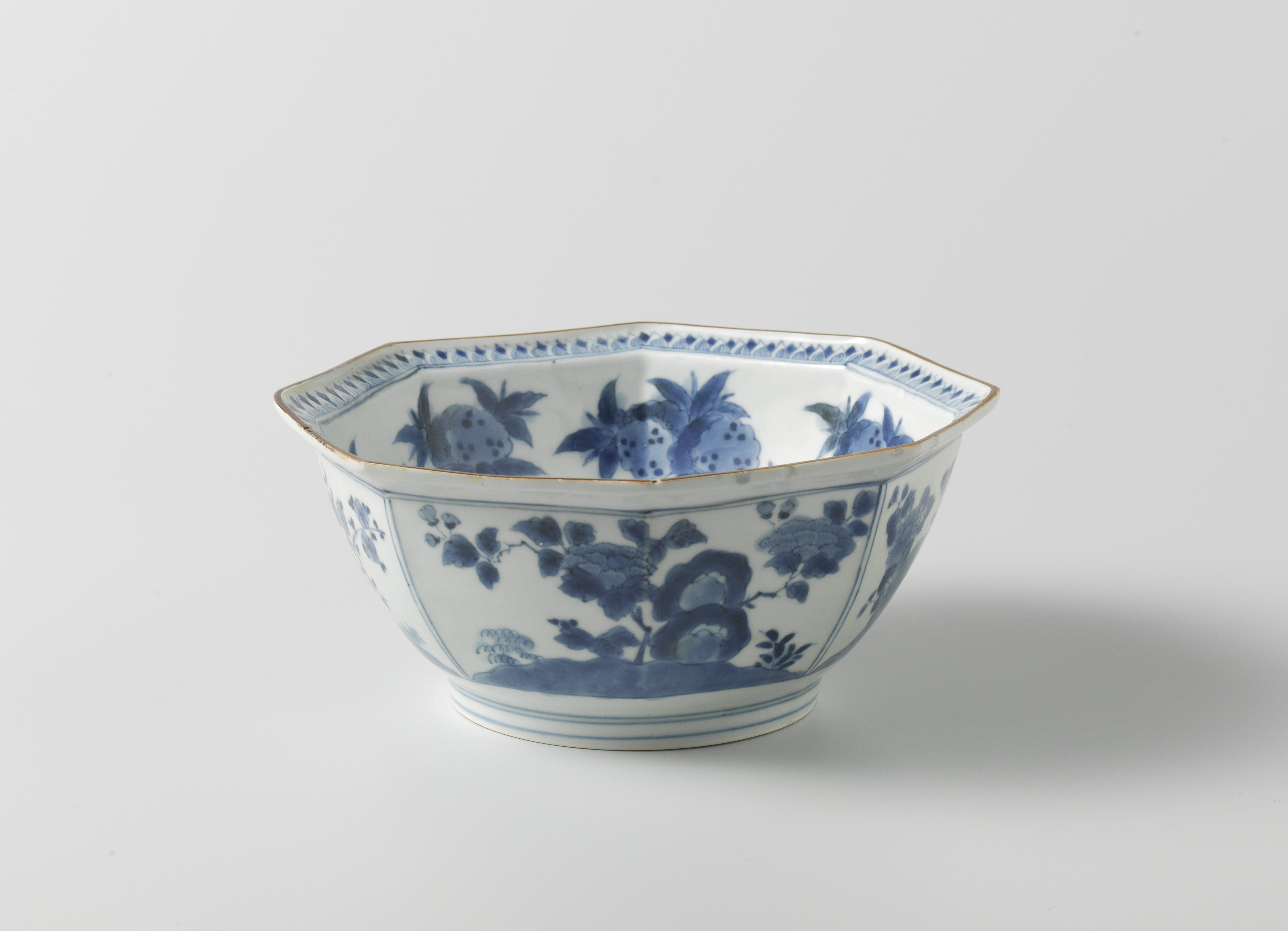
Kakiemon porselein 1680-1710
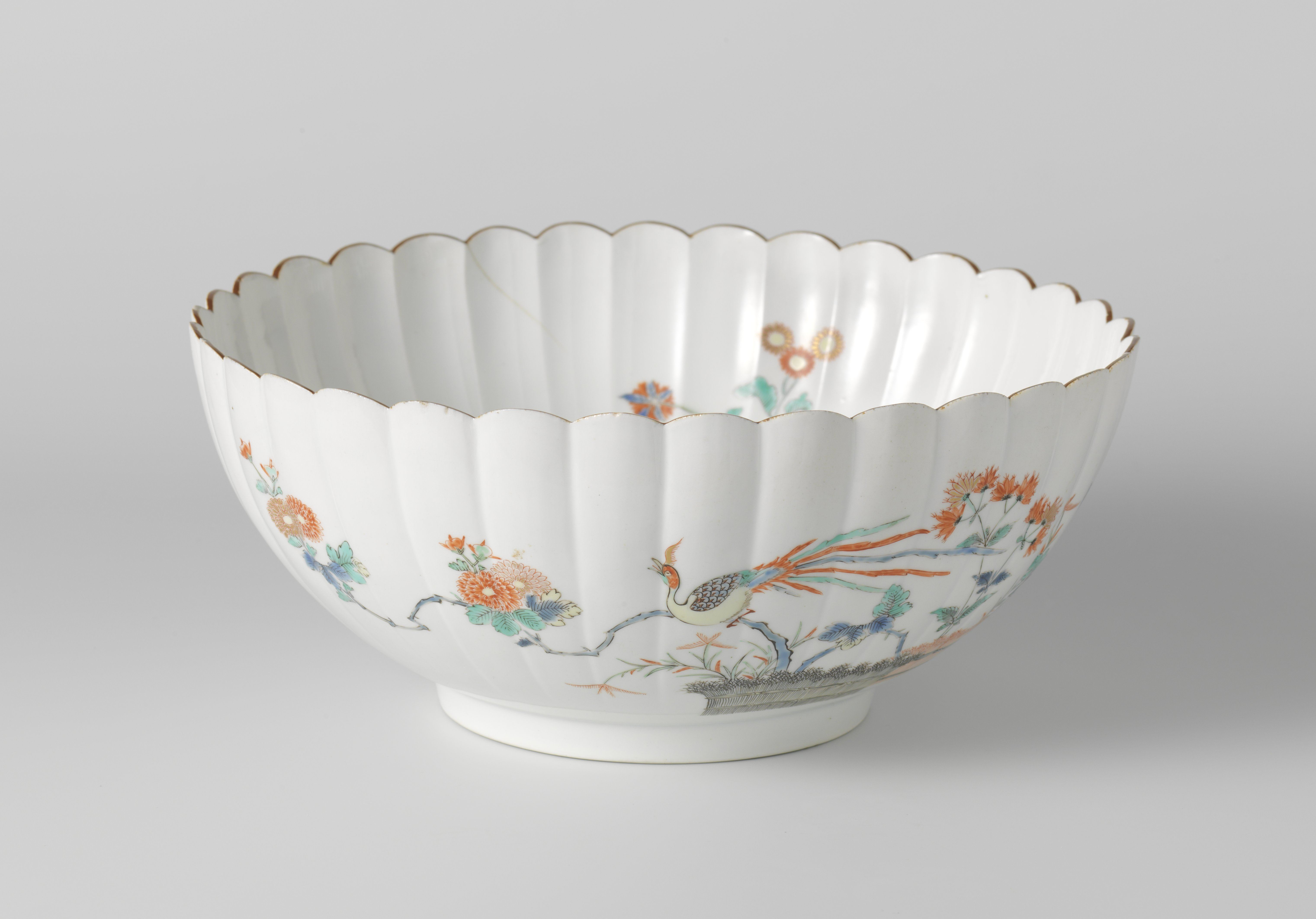
Kakiemon porselein 1670-1690
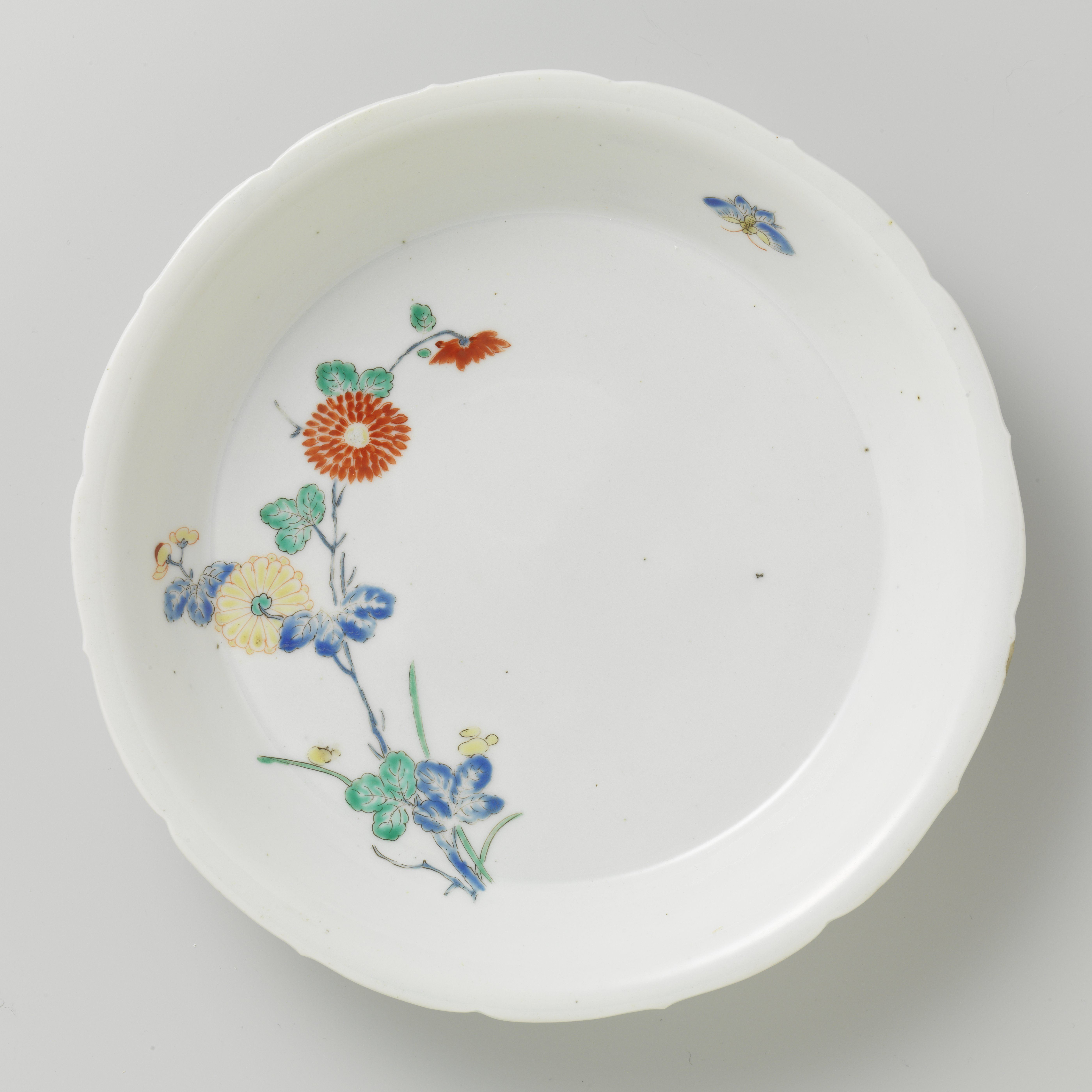
Kakiemon porselein 1670-1690
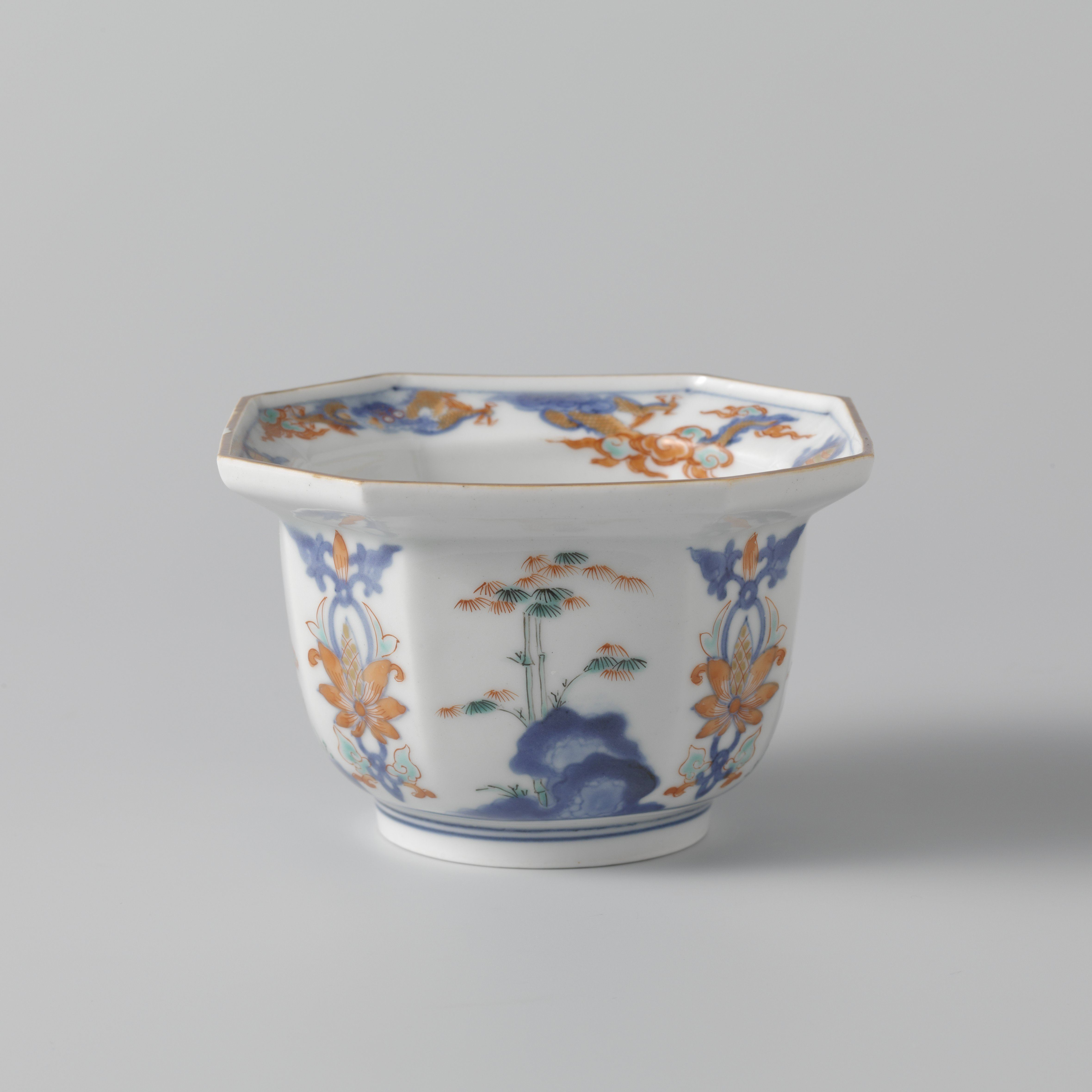
Kakiemon porselein 1680-1700
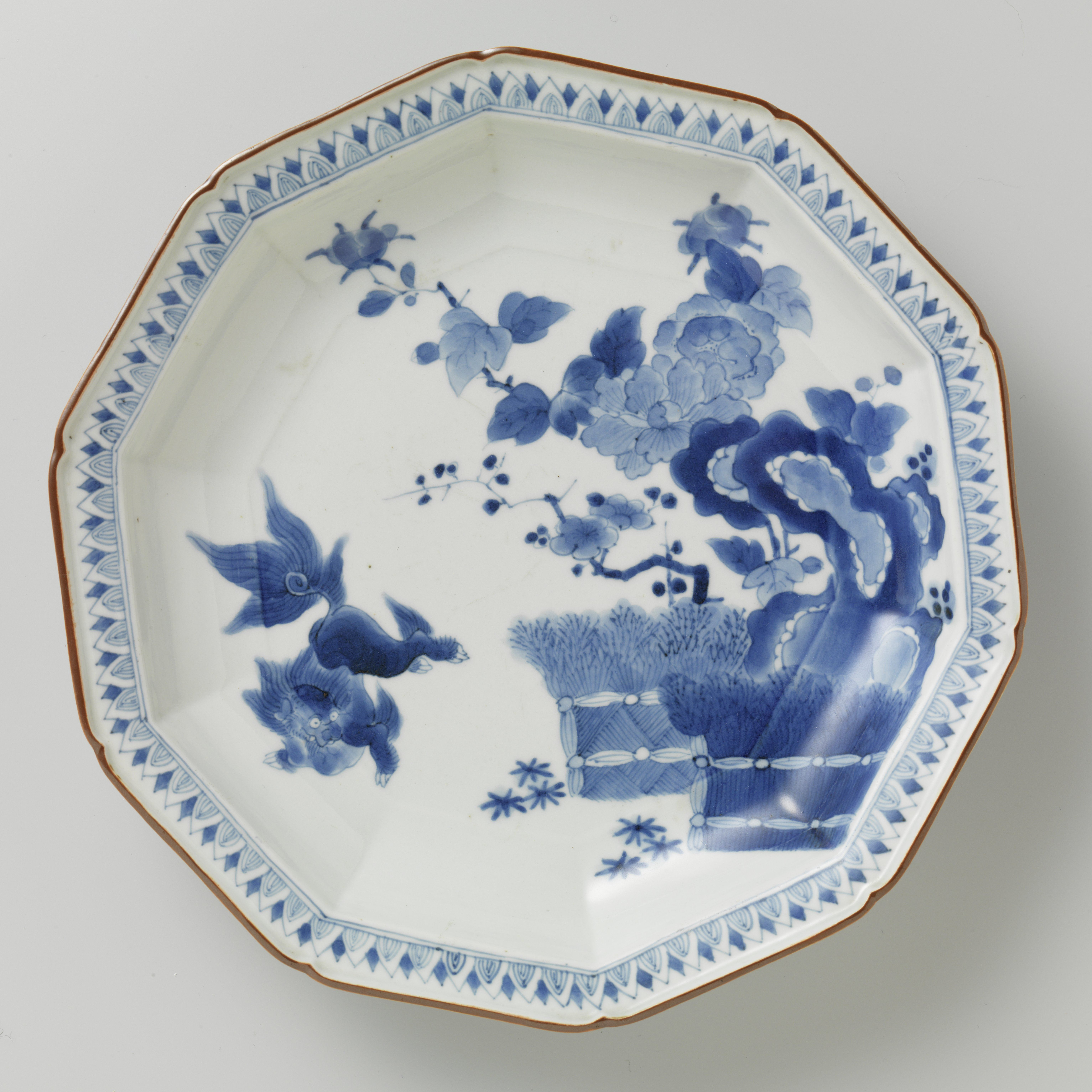
Kakiemon porselein 1680-1710
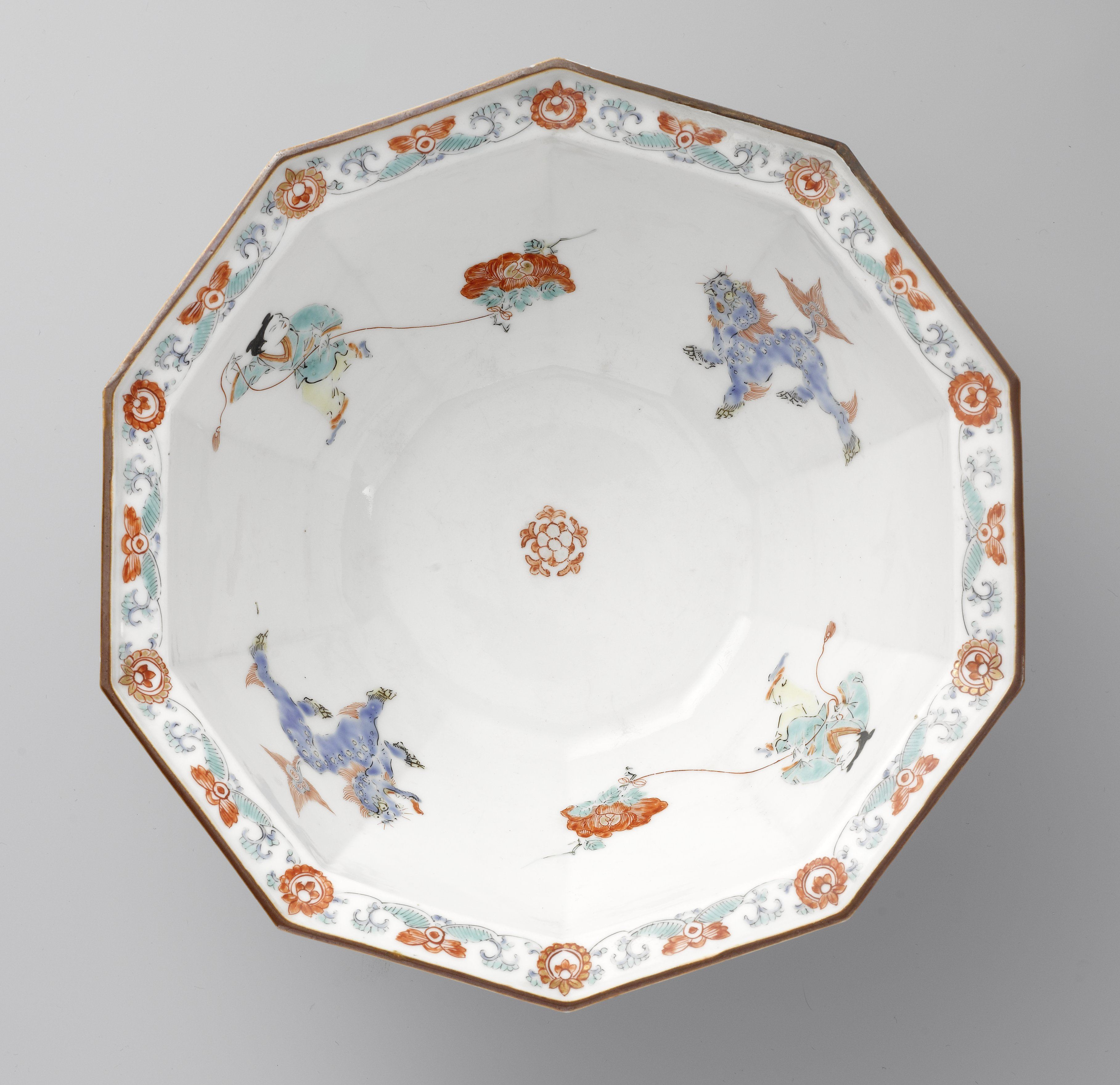
Kakiemon porselein 1670-1690
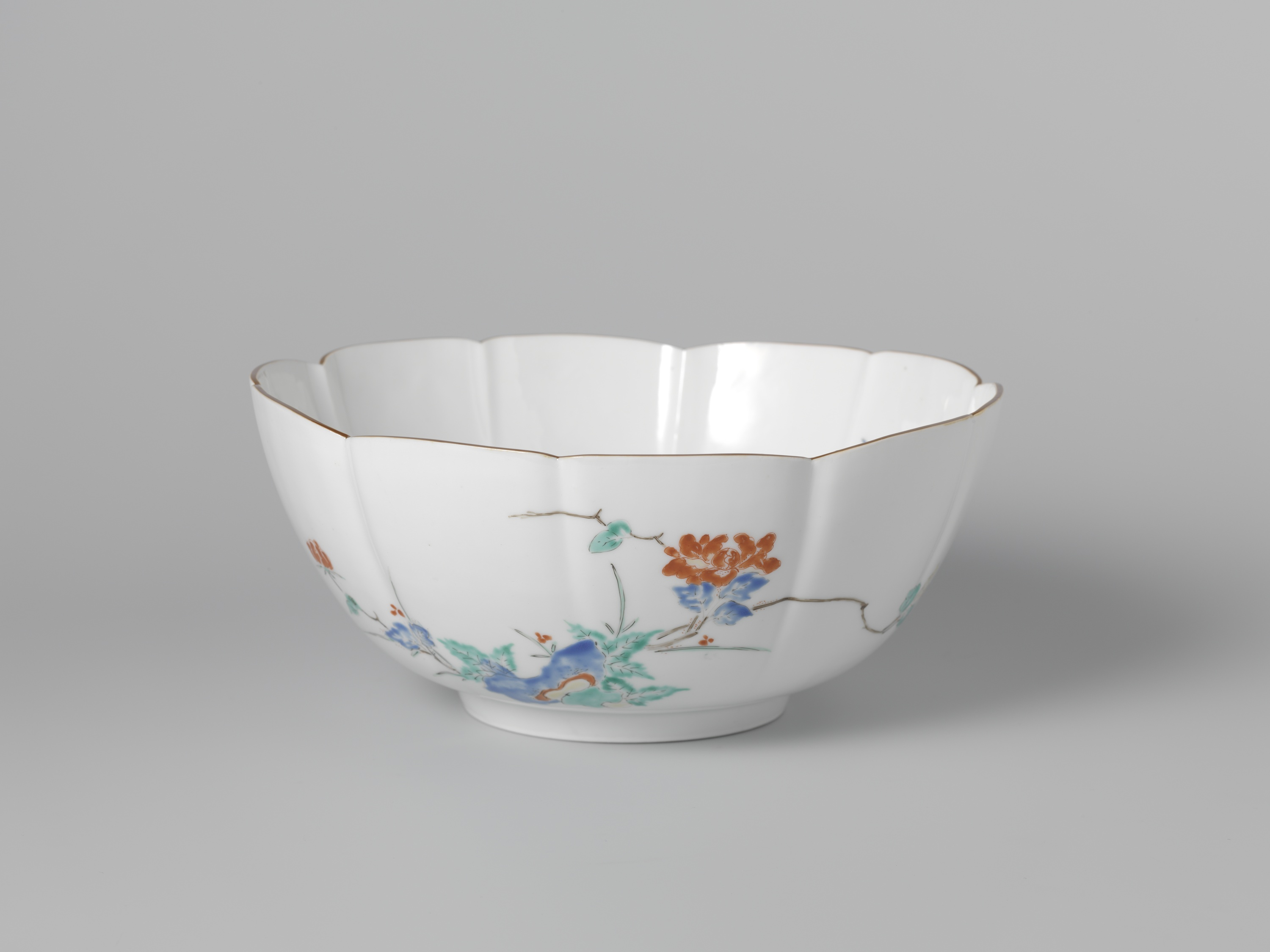
Kakiemon porselein 1670-1690
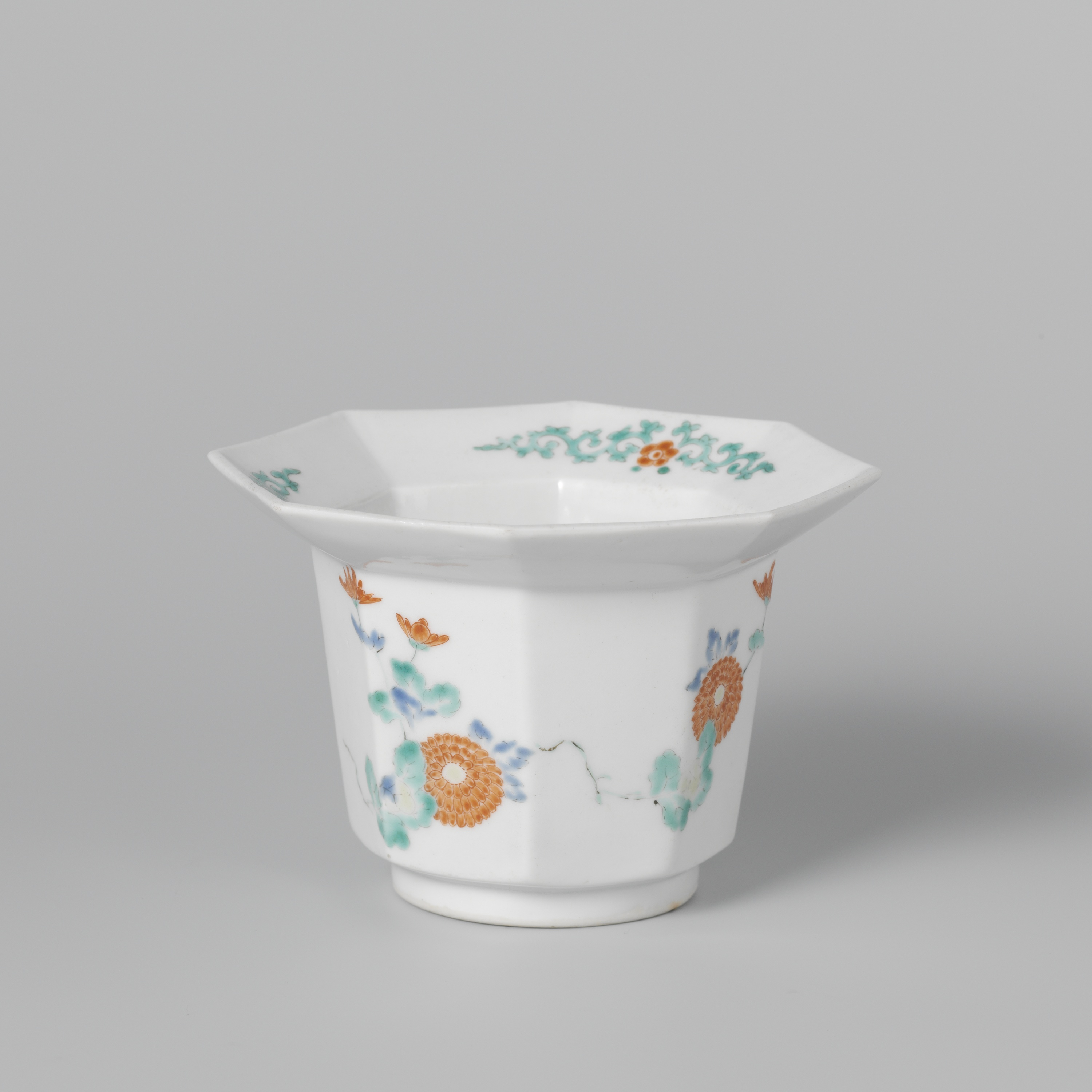
Kakiemon porselein 1670-1690
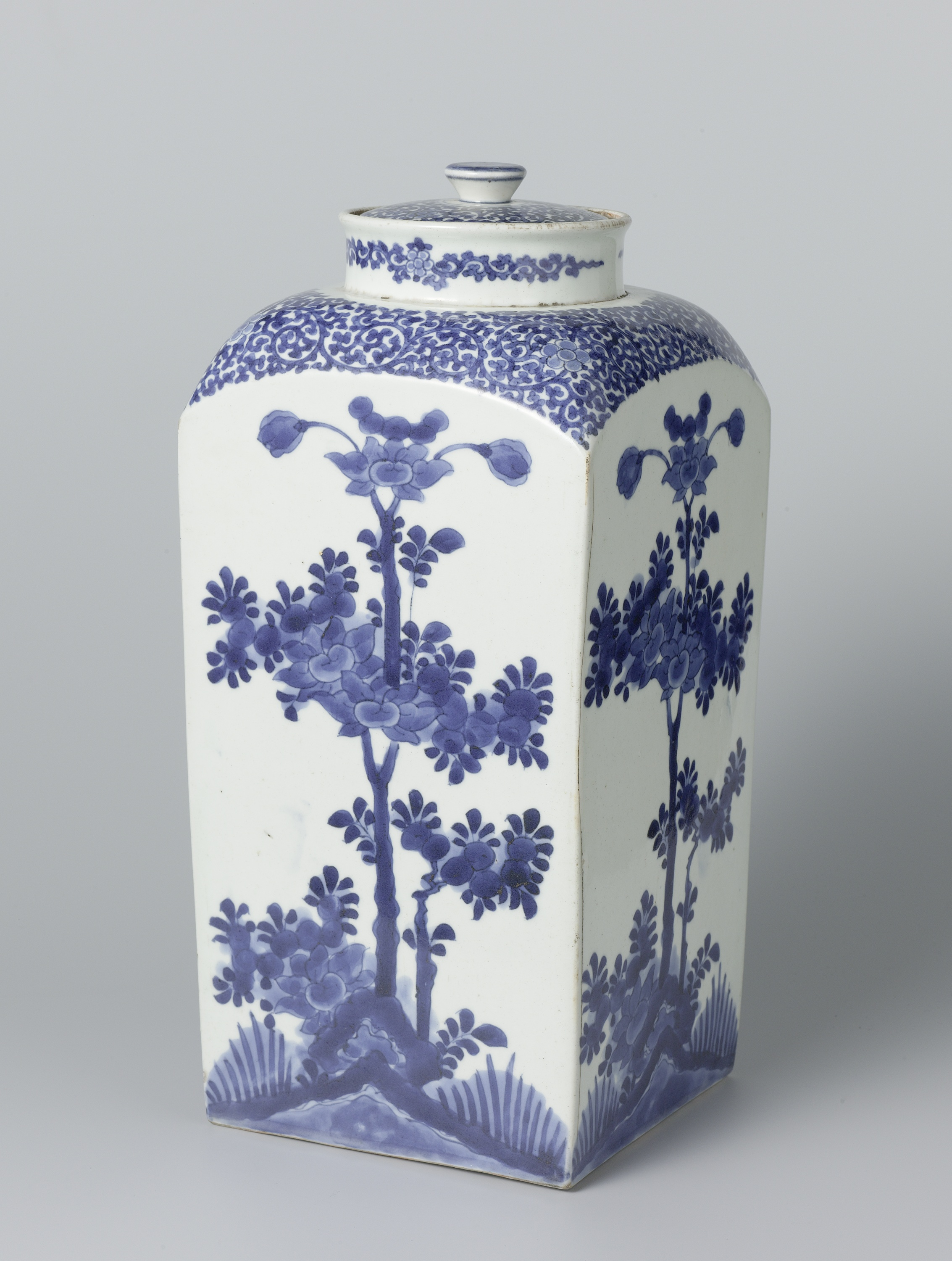
Kakiemon porselein 1680-1710
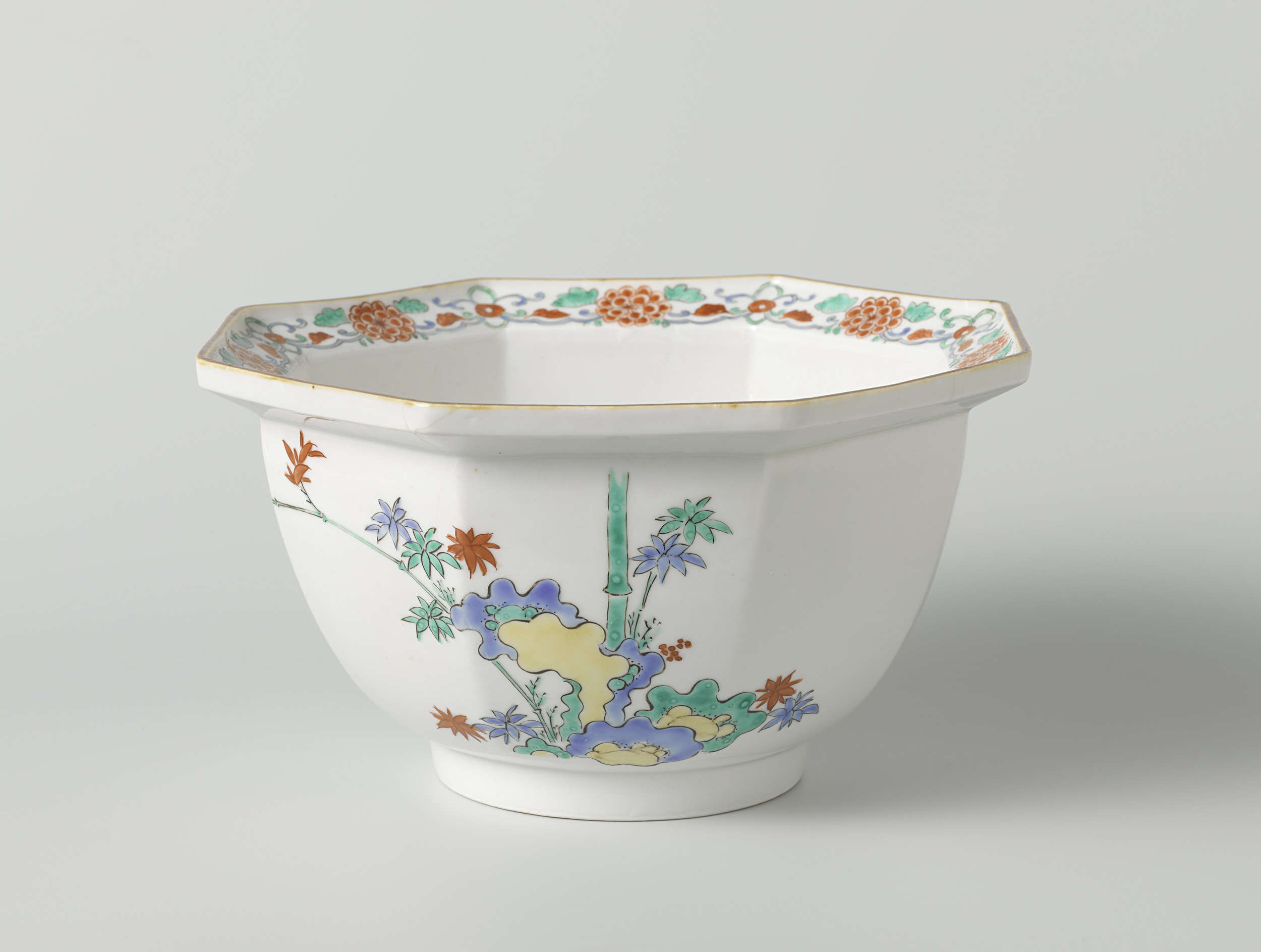
Kakiemon porselein 1670-1690
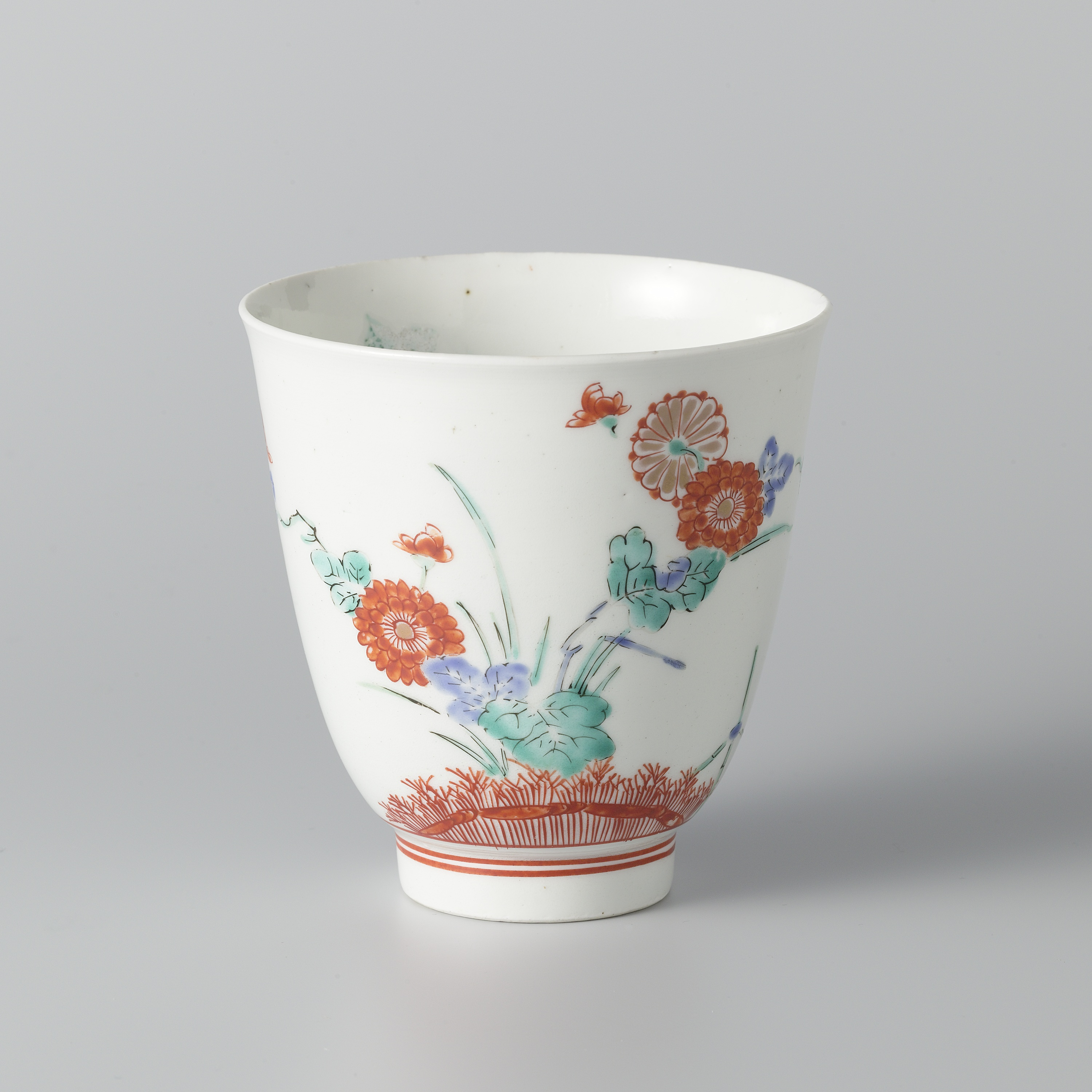
Kakiemon porselein 1675-1700
Kakiemon porselein 1670-1700
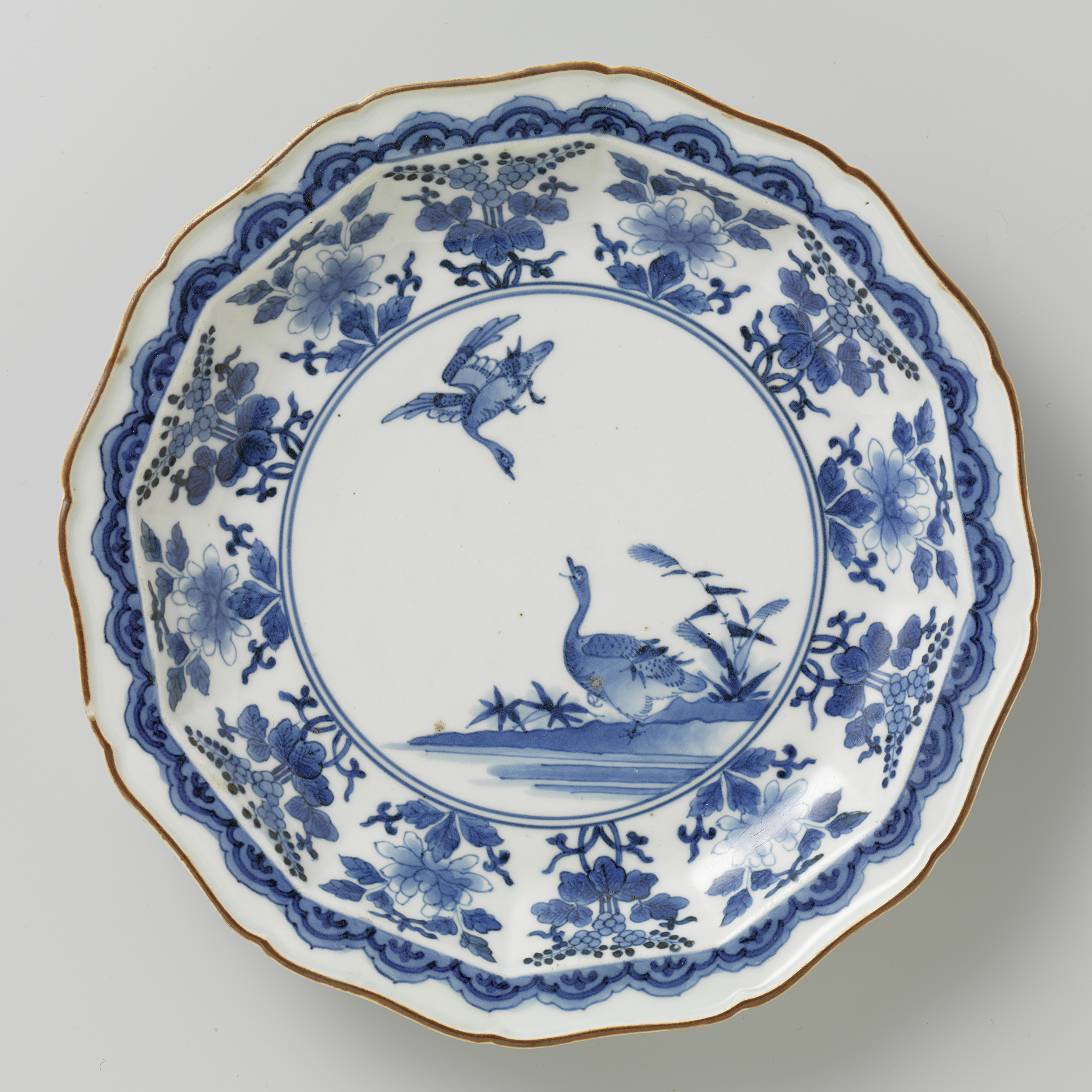
Kakiemon porselein 1680-1710
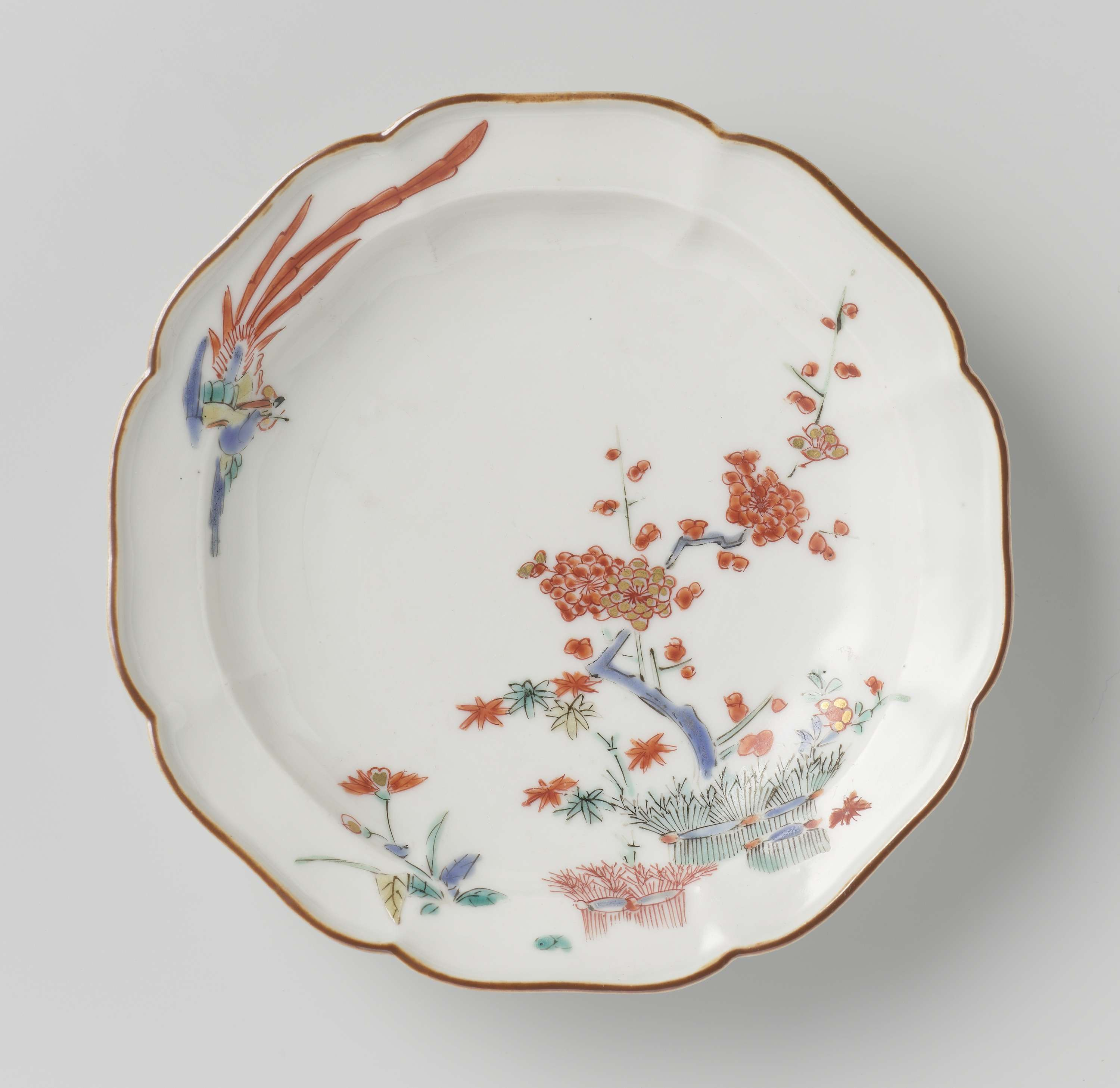
Kakiemon porselein 1670-1690
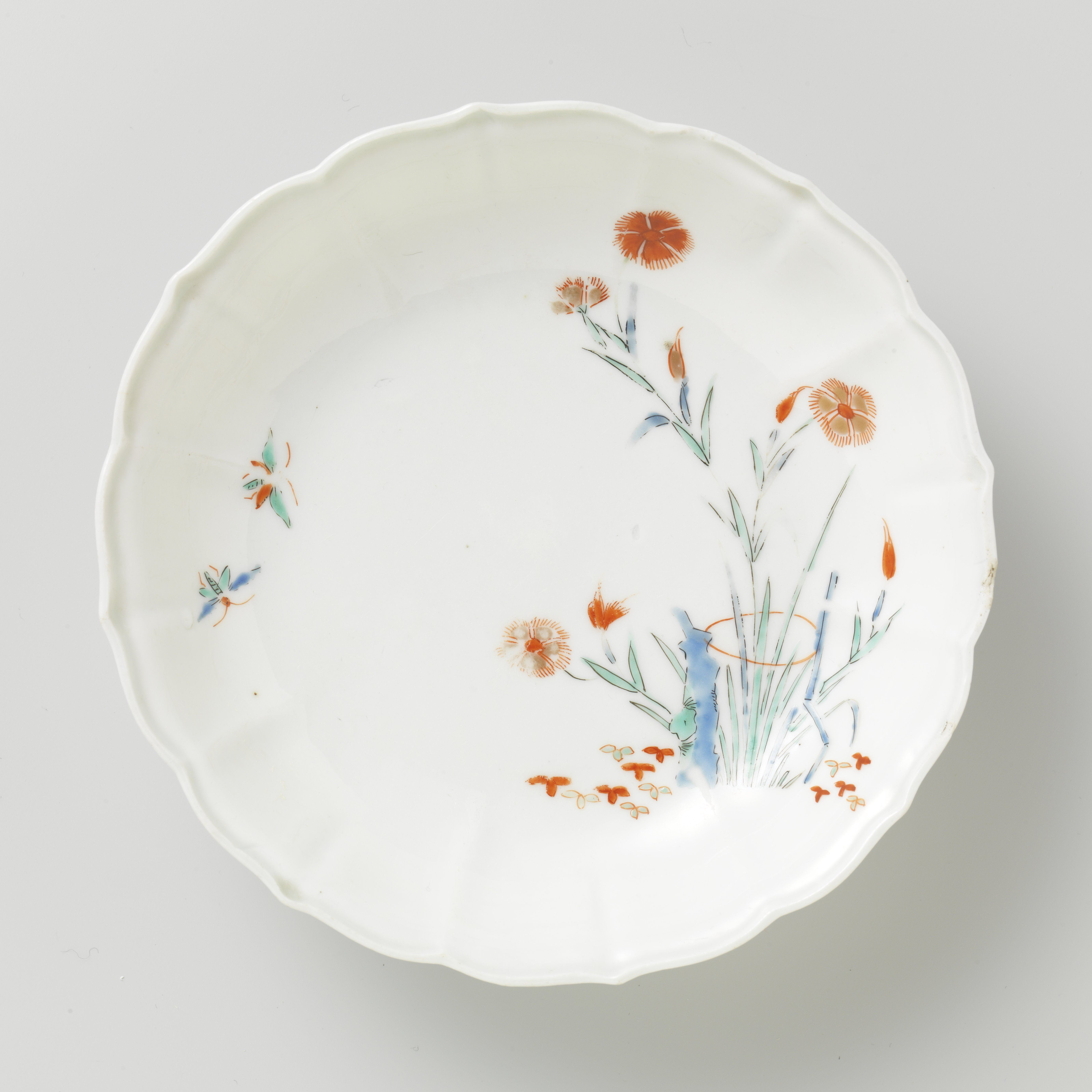
Kakiemon porselein 1680-1700

- Bibliotheek van het Japanse parlement: 00956450